# Bonner Bogen

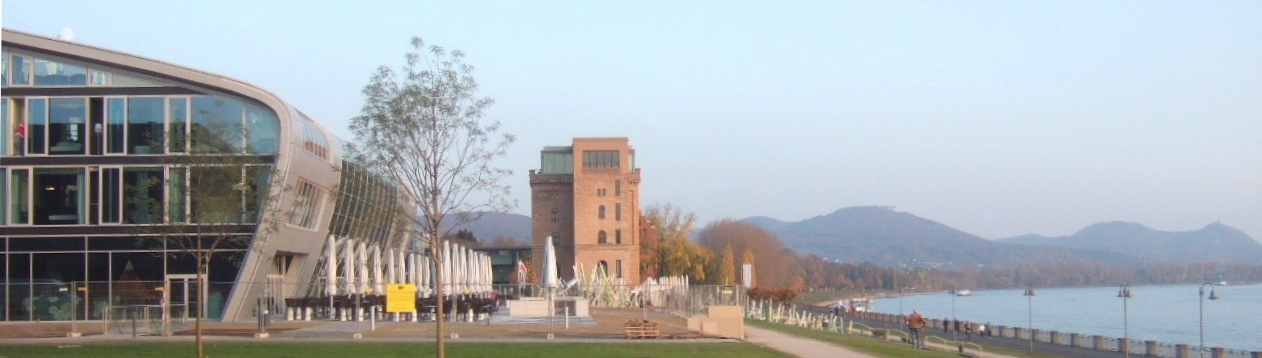
Uferseite des Bonner Bogens (Oktober 2009)

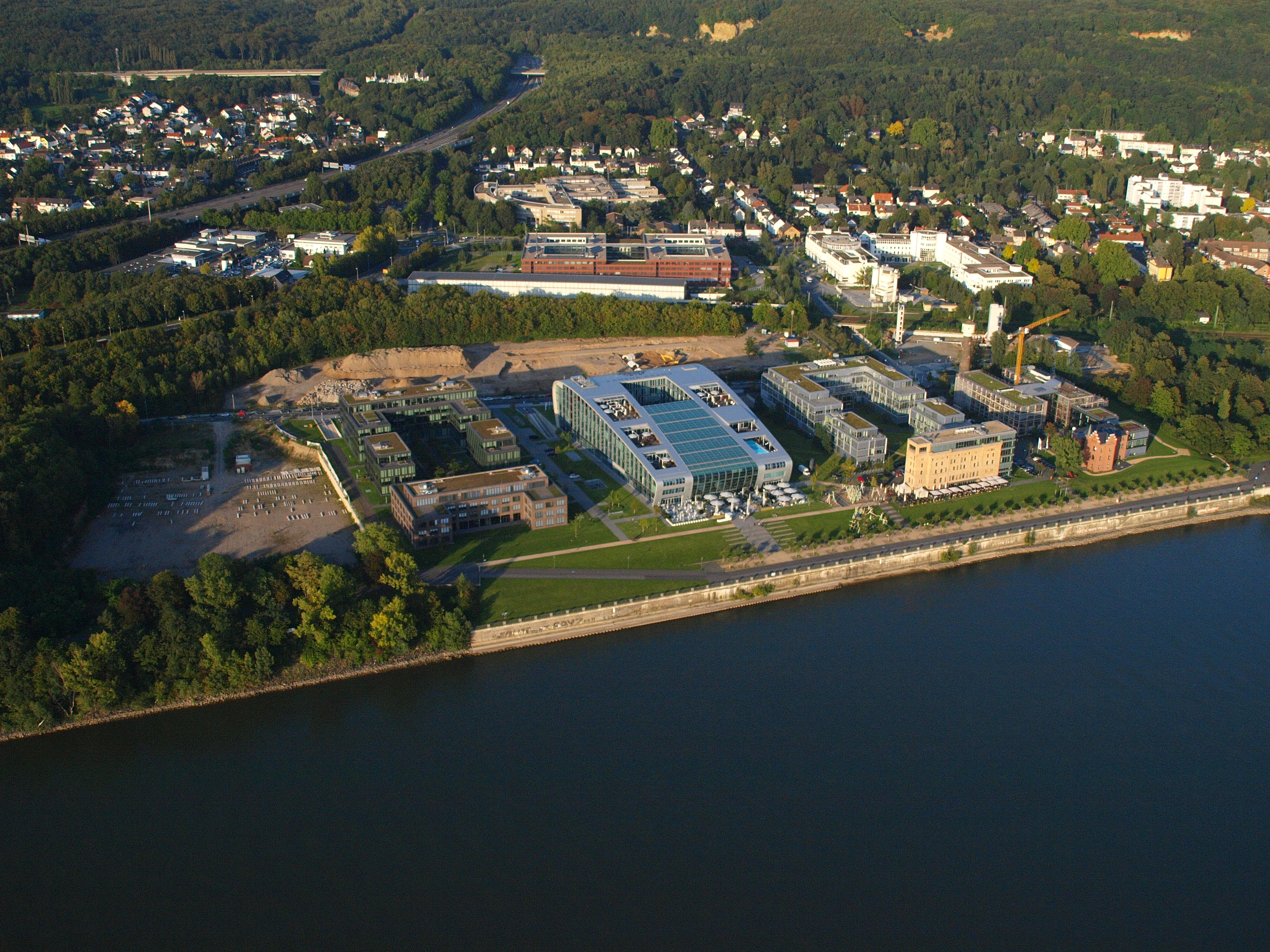
Bonner Bogen mit der Baugrube für das „Rheinpalais“, Luftbild (2011)

Der Bonner Bogen ist ein Neubaugebiet zwischen den rechtsrheinischen Bonner Stadtteilen Ramersdorf und Oberkassel im Stadtbezirk Beuel. Bis Ende der 1980er-Jahre befand sich dort eine Fabrik zur Herstellung von Zement; das führte zur Bezeichnung des Areals als Zementfabrik. Seit Mitte der 2000er-Jahre befinden sich auf dem Gelände unter Beibehaltung einiger denkmalgeschützter Gebäude Büro-, Restaurant- und Hotelflächen. Die darauf folgenden Bauabschnitte am Rheinufer werden als „Rheinwerk 1 bis 3“ und der später errichtete Komplex an der Bahnlinie als „Rheinpalais“ bezeichnet.

## Lage

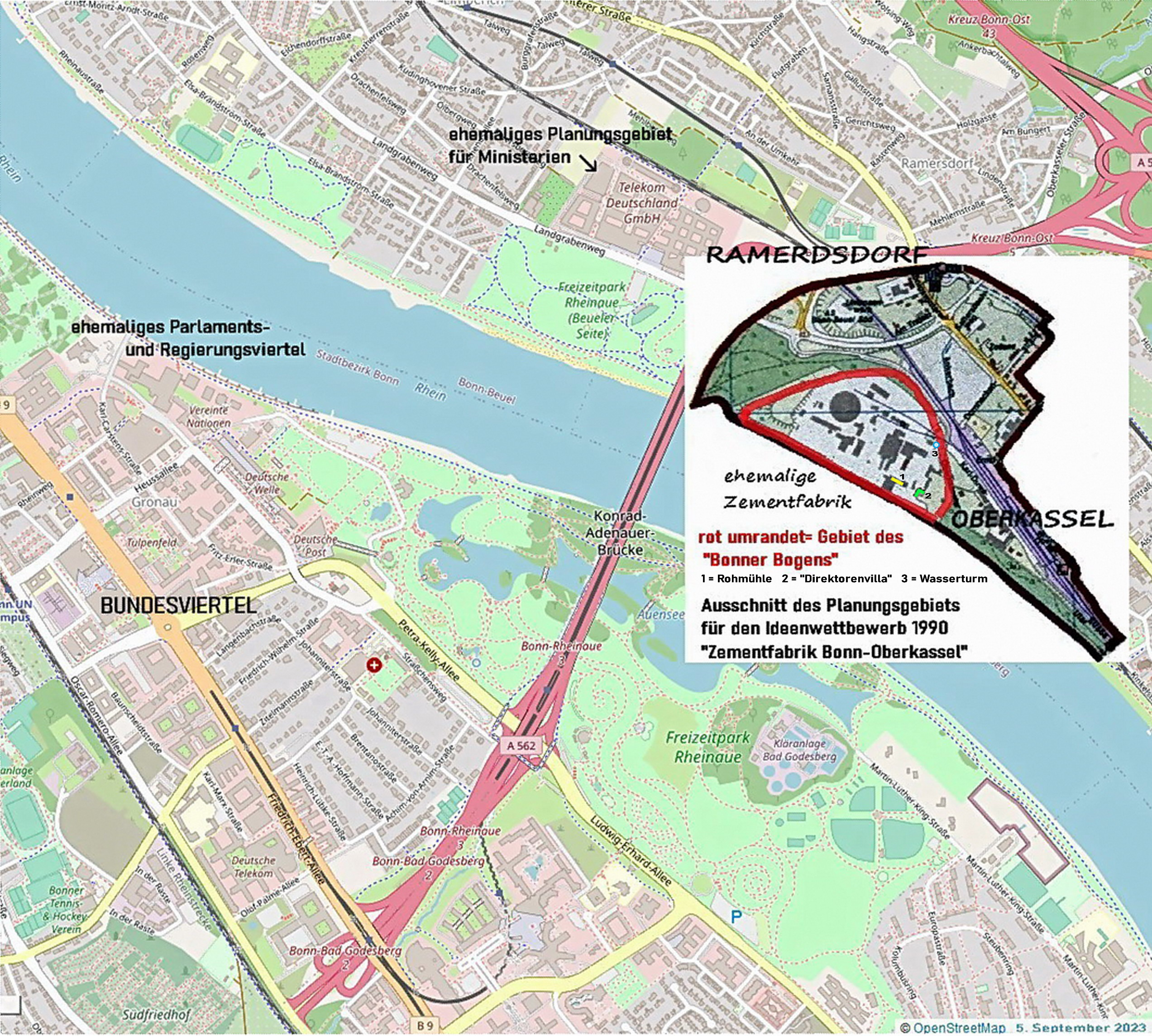
Bundesviertel Bonn 2023, Planungsgebiet „Zementfabrik Oberkassel 1990“ und Bonner Bogen

Das Neubaugebiet liegt auf dem Gelände der ehemaligen Zementfabrik am rechten Rheinufer, zwischen Oberkassel im Süden und Ramersdorf im Norden. Der Rhein vollzieht dort eine markante, teilweise durch eine „Prallmauer“ aus Basaltblöcken gesicherte Westbiegung im Bereich der Konrad-Adenauer-Brücke. Im Süden schließt sich das Gelände der ehemaligen Sackfabrik Duwe auf Oberkasseler Seite an, im Nordwesten der Limpericher Teil der Rheinaue. In der Nähe liegen der Bahnhof Bonn-Oberkassel und das Ernst-Kalkuhl-Gymnasium. Die Rechte Rheinstrecke verläuft östlich des Bonner Bogens über die 2005 eröffnete Unterführung der Heinrich-Konen-Straße. Das Gelände ist seit der Umgestaltung über die Karl-Duwe-Straße, Joseph-Schumpeter-Allee, das Oberkasseler Ufer und das Hermann-Bleibtreu-Ufer erschlossen. Senkrecht auf die Rheinuferpromenade stößt die Rheinwerkallee, die vom Karl-Zuse-Platz am Wasserturm vorbeiführt und zwischen Rohmühle und „Direktorenvilla“ endet. Östlich des Bonner Bogens mündet der Ankerbach in den Rhein.

## Geschichte

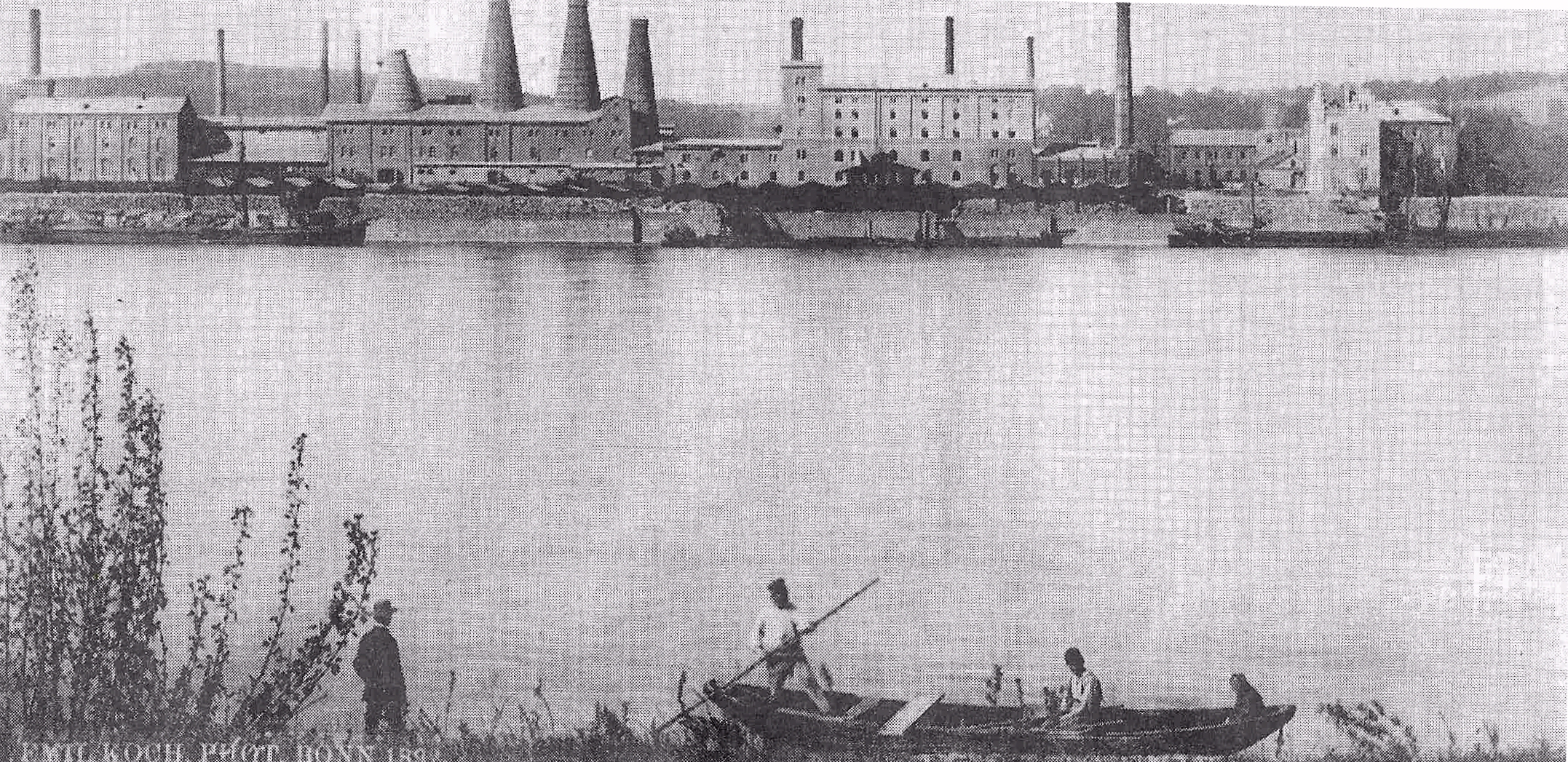
Aufnahme des Werks von 1892

### Zementfabrik wird Entwicklungsbereich

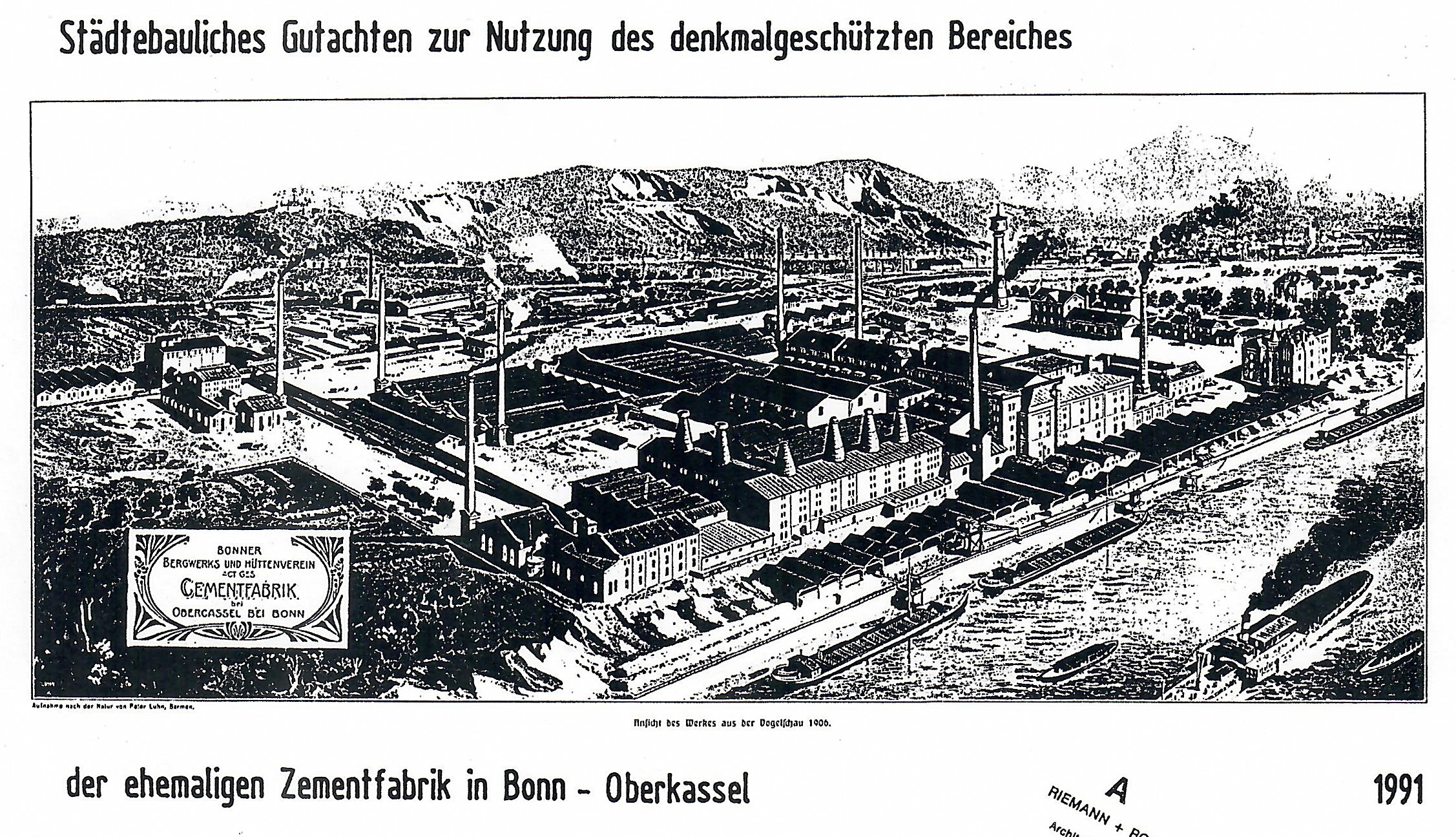
Schaubild der Anlage „nach der Natur“ (1906)

Die Industrieanlage war 1853 in der Region des Bonner Bergwerks- und Hütten-Vereins entstanden. Dies geschah unter der Führung von Hermann Bleibtreu, der den Portlandzement in Deutschland einführte. Am 12. Juni 1856 erhielt er die Genehmigung zur Zementherstellung. Aufgrund der für den Transport günstigen Lage am Rhein und der Nähe zur Braunkohle- und Alaungewinnung auf der Ennert-Hardt wurde das Gelände zwischen Beuel und Oberkassel ausgewählt. 1858 begann dann – vorerst nur am südlichen Ende des heutigen Geländes – die Herstellung im „Bonner Portland-Zementwerk“. Anfangs waren sechs Schachtöfen in Betrieb. Nach Buxtehude (1850) und Züllchow bei Stettin (1855), war das Ramersdorfer Werk das dritte zur Herstellung von Portlandzement im damaligen Deutschen Bund. Nach Eröffnung der rechtsrheinischen Eisenbahnstrecke (1870) erhielt das Werk Anschluss an den Bahnhof Oberkassel, auch postalisch war es unter Oberkassel verzeichnet.
Entwicklung und Niedergang 

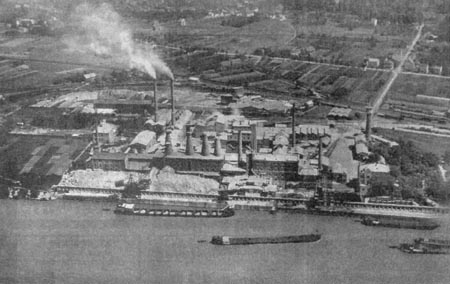
Aufnahme von 1927

Aktie über 100 RM der Bonner Portland-Zementwerk AG vom Februar 1944

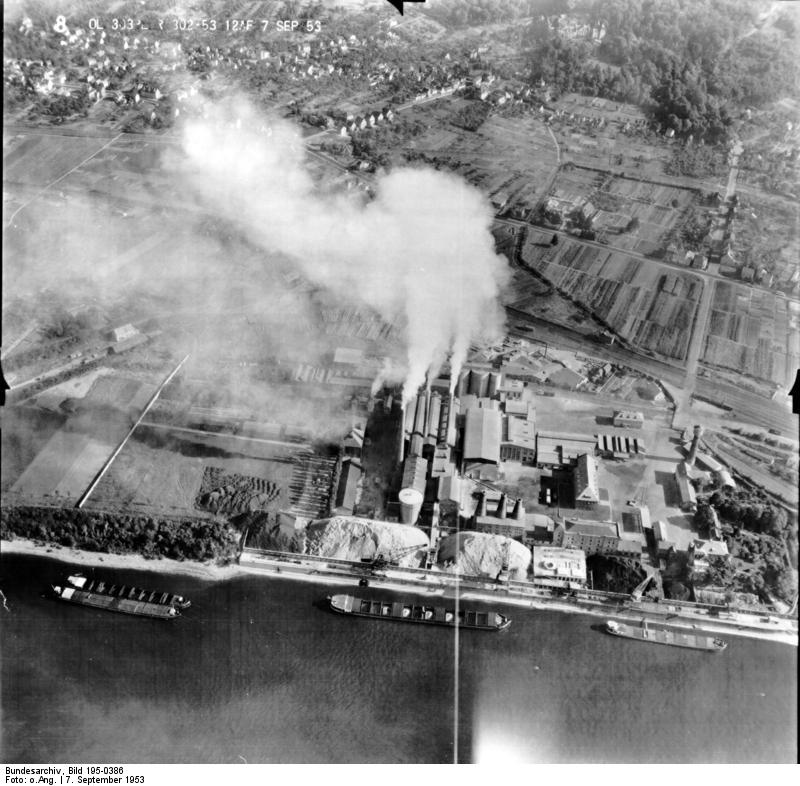
Luftbild der Anlage 1953 von Südwesten

Im Laufe der Zeit wurde das Areal um das ehemalige Zementwerk um weitere Fertigungs- und Verwaltungsgebäude nach Norden hin erweitert. Gegen Ende des 19. Jahrhunderts entstand eine große Werft- und Verladeanlage, die während der Blütezeit der Zementbranche um das Jahr 1900 um zwei Schleppkräne erweitert wurde. 1897/98 folgte der Bau des Wasserturms zur Sicherung des Werkes gegen Brand. Von 1909 bis 1911 wurde von Hüser & Cie ein 60 Meter hoher und 2,5 Meter weiter, zylindrischer Schornstein nach dem Weber-System errichtet.
Nachdem der Wicking-Konzern eine Übernahme des Werkes versucht hatte, wurde ein Freundschaftsvertrag mit der Firma Dyckerhoff geschlossen, später kam es zur Fusion. Während der Weltwirtschaftskrise ab 1929 schränkte die Zementfabrik ihre Produktion erheblich ein, die Mitarbeiterzahl ging von vormals bis zu 450 auf nur noch 40 am Jahresende 1932 zurück.
Während des Nationalsozialismus hieß das Werk „Bonner Portland-Zementwerk Aktien-Gesellschaft“ und gehörte zu einem reichsweiten Zusammenschluss der Zementindustrie. Die Produktion wurde für Autobahn-, Industrie- und Rüstungsbauten weiter erhöht, Bonner Zement kam etwa im Westwall zum Einsatz. Im Zweiten Weltkrieg gab es keine schweren Schäden.
1946 erhielt das Zementwerk von der alliierten Militärregierung wieder die Genehmigung zur Zementherstellung, nach der Währungsreform 1948 konnte der Betrieb wieder voll aufgenommen werden. 1964 hatte das Werk 430 Beschäftigte. 1985 wurde es vollständig von der Dyckerhoff AG in Wiesbaden übernommen, die das Werk unter anderem um ein Klinkersilo erweitern ließ.:62
Die Dyckerhoff AG stellte 1986 aufgrund einer neuen Firmenstrategie sowie gestiegenen Umweltschutzauflagen die Produktion in dem Zementwerk ein, schloss den Betrieb Ende 1987                                                    endgültig und verkaufte die gesamte Liegenschaft 1988 an eine bayerische Immobiliengesellschaft, die das Gelände später durch die LEG überplanen ließ.
Im selben Jahr begann der Abriss der Werksanlagen, der im Juni 1990 mit der Sprengung von zwei Silos und einem Turm fortgesetzt wurde und bis ins Jahr 2002 dauerte. Von den Gebäuden, die sich um einen Hof gruppierten, verblieben nach Abbruch des Verwaltungsgebäudes (um 2000), der Remise und des Werkstattgebäudes, nur die seit 1989 unter Denkmalschutz gestellten Bauten: die Direktorenvilla, die „Rohmühle“ – in der Kalk und Gestein für die Zementproduktion zerrieben wurden – und der Wasserturm.

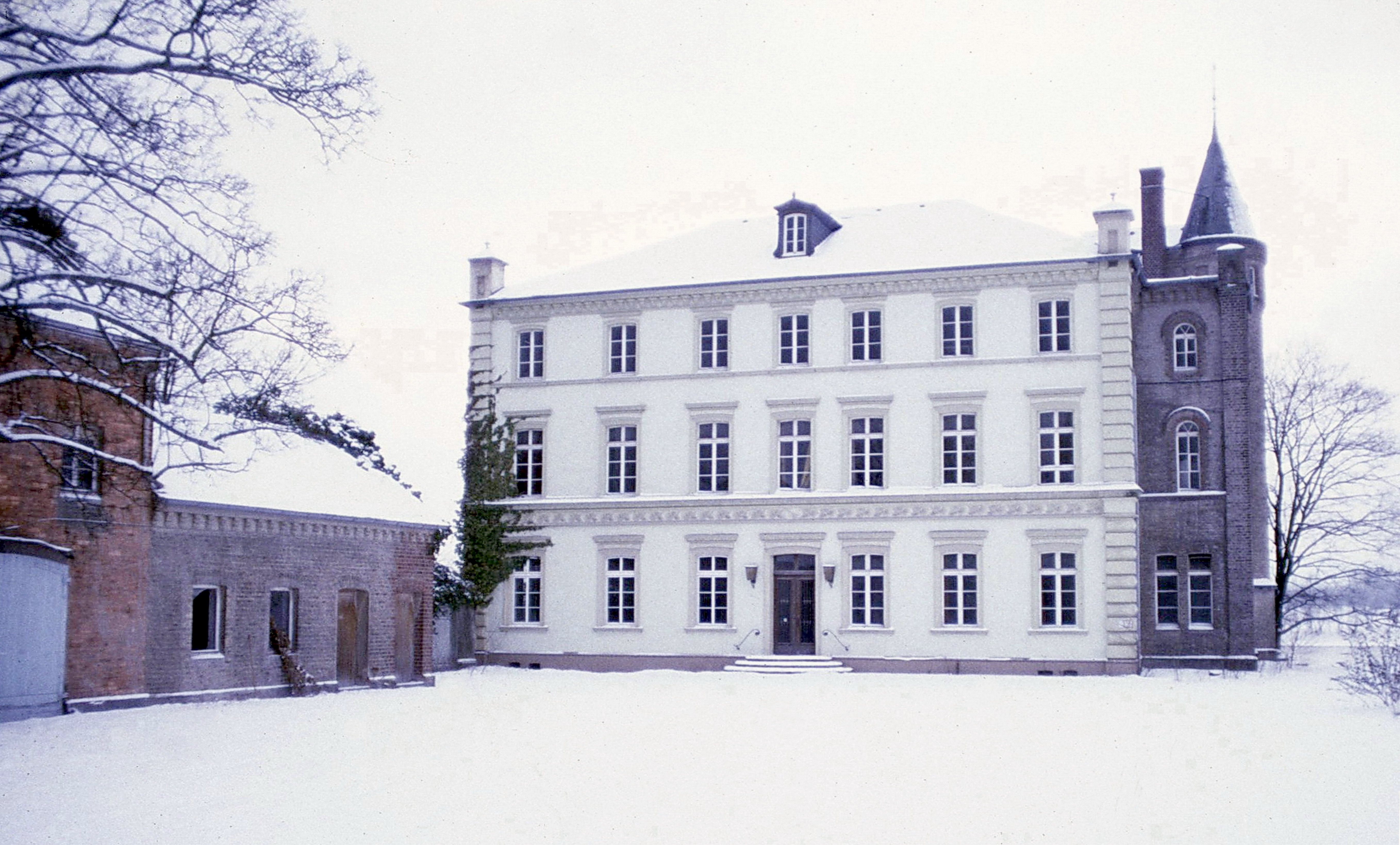
„Direktorenvilla“ und Remise (ehem. Stallungen) 1991
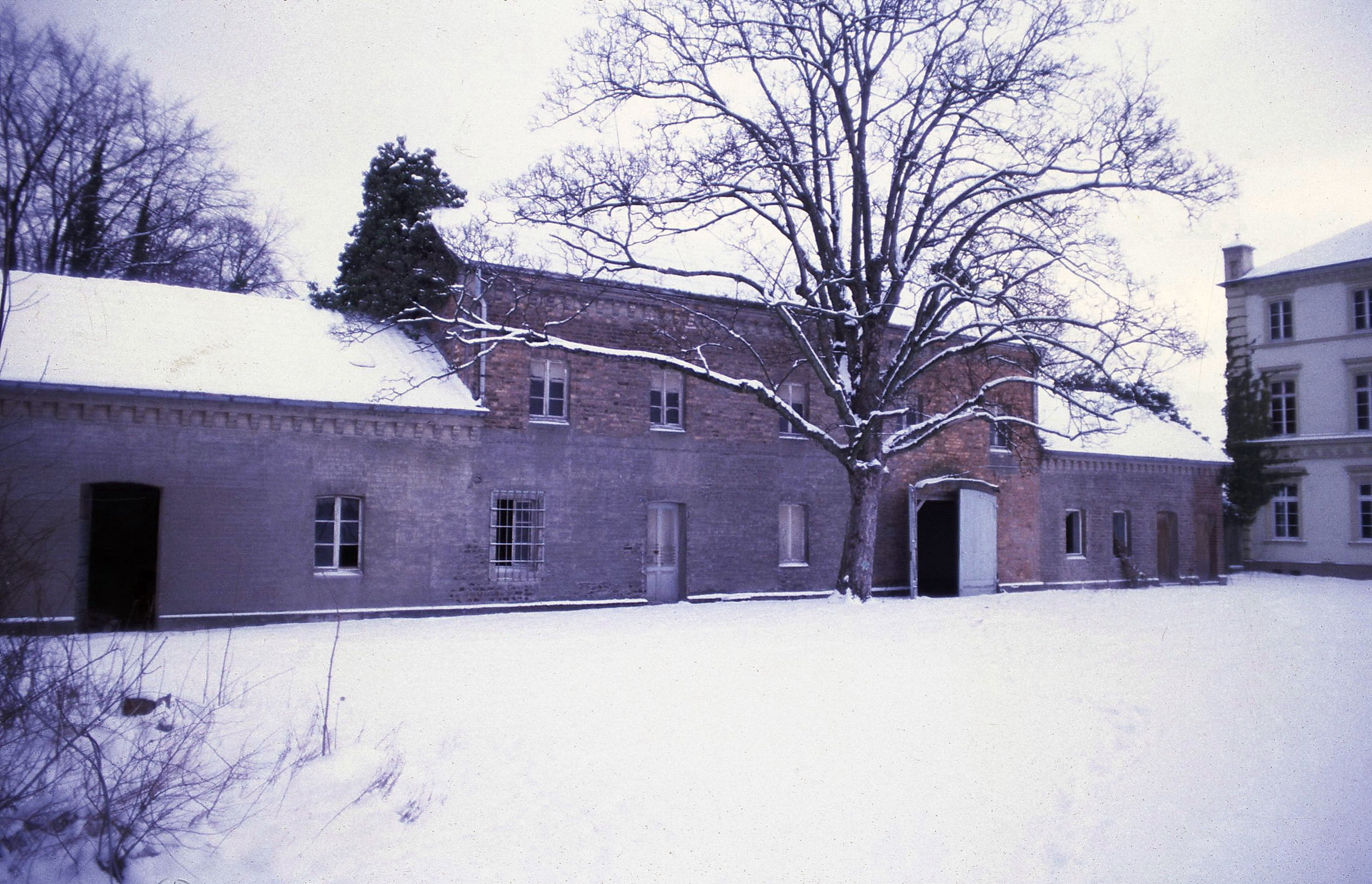
Remise und Spritzenhaus, Januar 1991
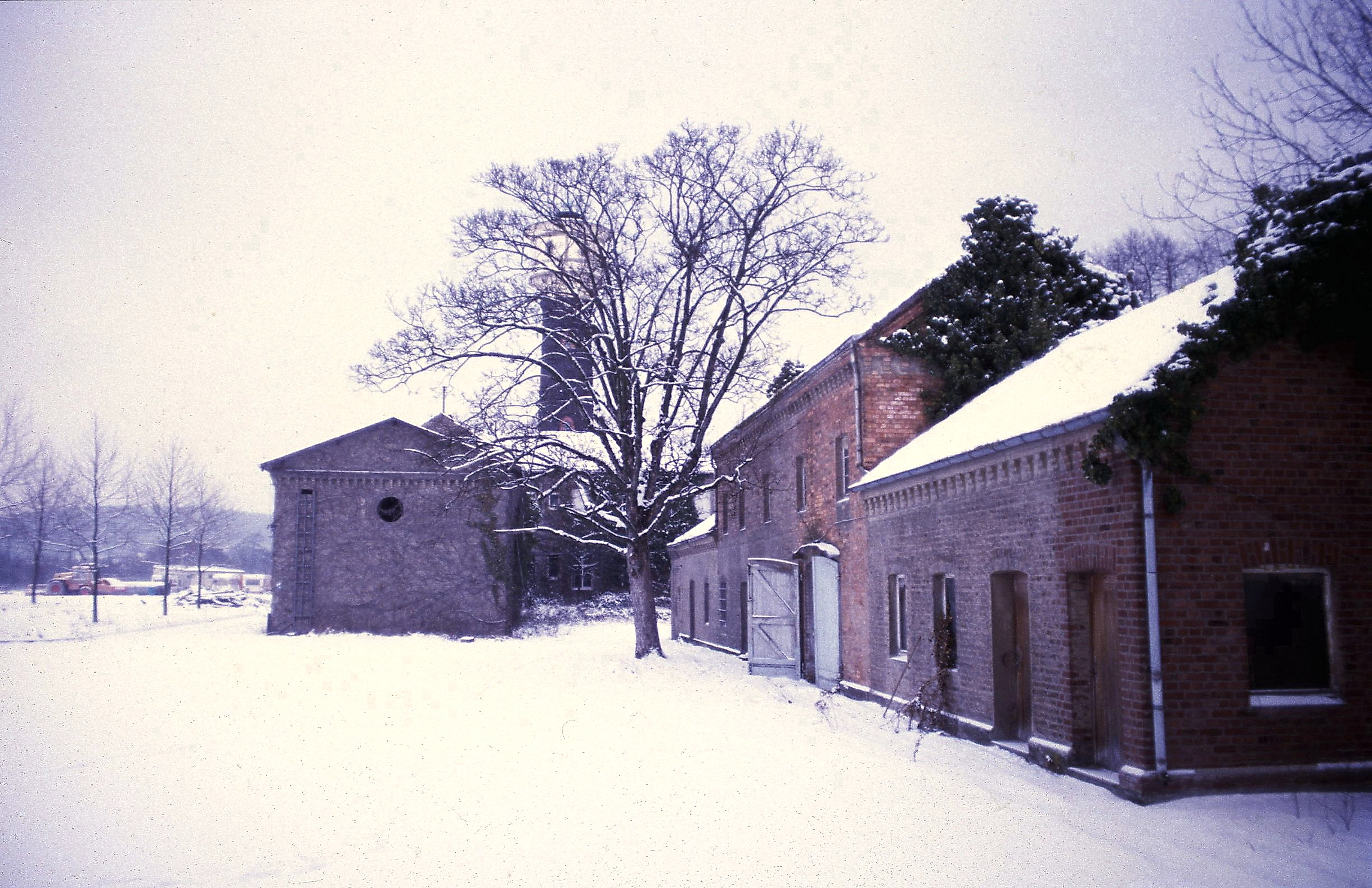
Remise, Werkstattgebäude und Wasserturm 1991
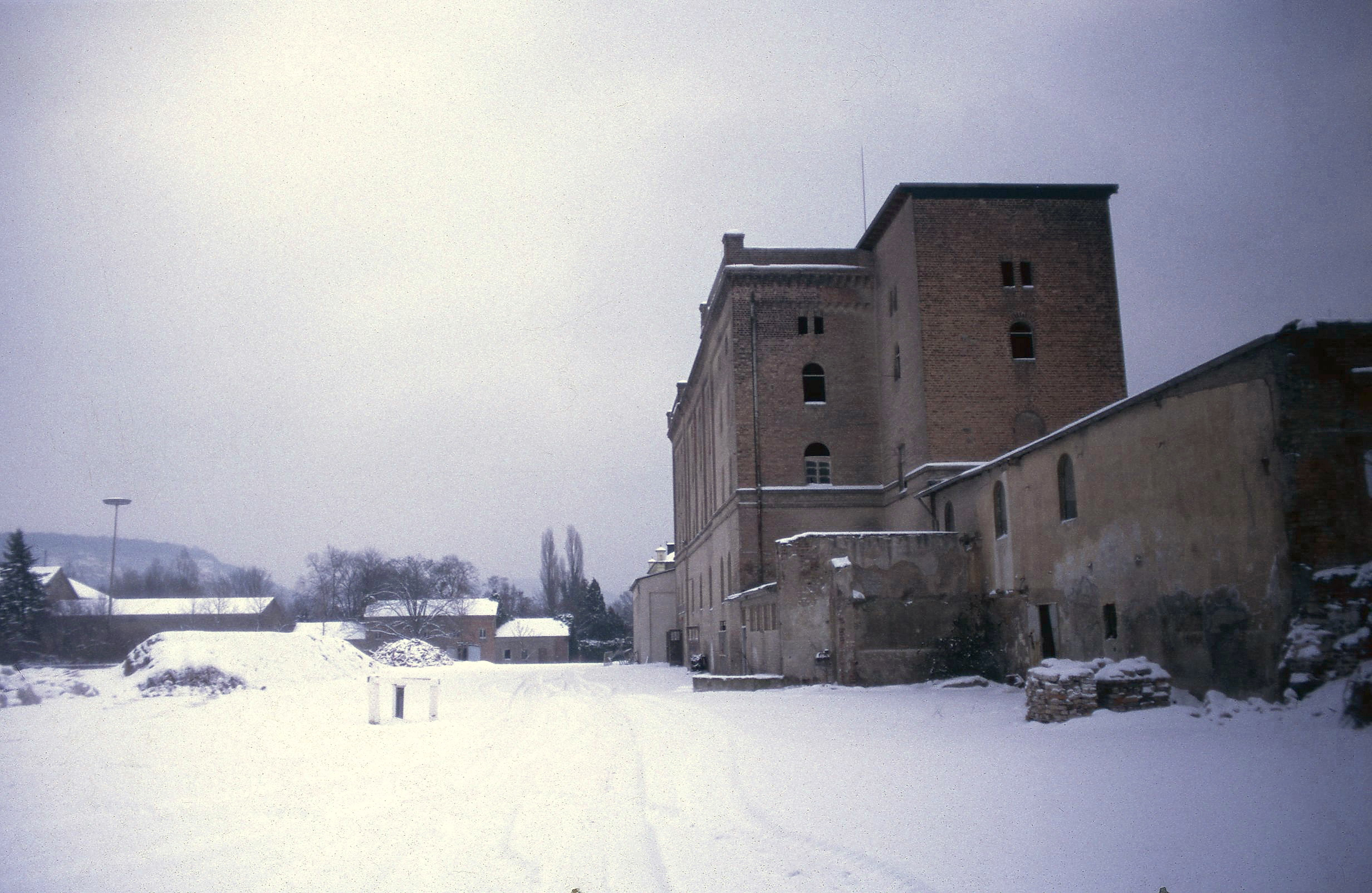
Rohmühle, vorne das Kesselhaus 1991
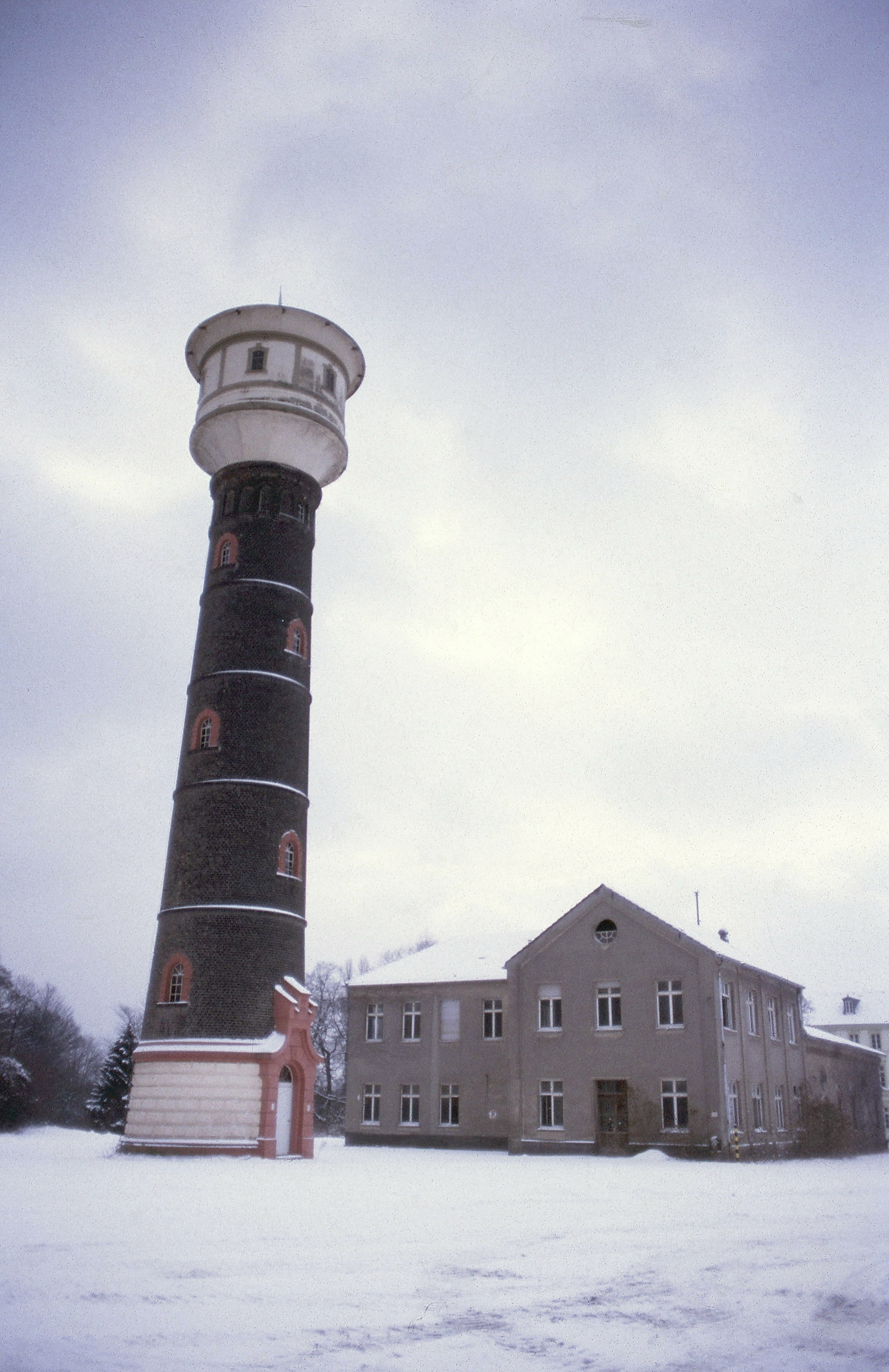
Wasserturm 1991

Die sogenannte „Tiefenenttrümmerung“ des ehemaligen Werksgeländes blieb dem neuen Eigentümer überlassen und zog sich noch über mehrere Jahre hin.:172 Auch die südlich des Zementwerks liegende Papiersackfabrik Duwe stellte ab 1990 ihre Produktion ein.
1974 wurde zur Förderung des Ausbaus und der Neuordnung des damaligen linksrheinischen Parlaments- und Regierungsviertels eine städtebauliche Entwicklungsmaßnahme begründet. Sie umfasste von Beginn an auch rheinnahe Gebiete im rechtsrheinischen Stadtbezirk Beuel („Beuel-Süd“), auf die das Viertel – einschließlich einer Verbindung über den Rhein – ausgeweitet werden sollte. Nach der Schließung und dem Verkauf der Zementfabrik 1987/88 bot sich die Gelegenheit, auch dieses Gebiet mittelfristig in den Entwicklungsbereich einzubeziehen und es zu einem „städtebaulichen Brückenkopf“:52 zu gestalten.

### Von der Zementfabrik zum Innovationspark
Auf der Basis des weiterentwickelten städtebaulichen Rahmenplans von 1985 wollte im Jahr 1989 das Bonner Technologieunternehmen Klöckner-Moeller seine Hauptverwaltung von der Bonner Weststadt auf die südöstlichen Hälfte des ehemaligen Zementfabrikgeländes verlagern. und richtete 1990 zusammen mit der Stadt Bonn, der Bayerischen Immobilien Leasing GmbH, als neuer Eigentümer des Geländes und dem Bund einen nicht offenen städtebaulichen Ideenwettbewerb für die Neubebauung des Geländes unter Berücksichtigung eines Standortes für das Unternehmen aus. In der nordwestlichen Hälfte des Gebiets sollten hauptstadtbedingte Bundeseinrichtungen, darunter Bundesministerien, entstehen.:170
Dazu wurden sieben Teilnehmer eingeladen, unter anderem die Büros von Speer & Partner, Gerkan, Marg und Partner und Auer Weber. Alle lokalen Bewerber waren von der Stadt in zwei Gruppen „gebündelt“ worden und galten als ein Teilnehmer. Die Jury unter dem Vorsitz von Hans Kammerer tagte am 25. Juni 1990. Siegreich, wegen des „Tricks“ die Konzern-Hauptverwaltung vom Landgrabenweg her über eine neue „Rheinallee“ zu erschließen, war in der 1. Stufe die Bonner Architektengruppe 2 mit van Dorp/Schmidt, Riemann+Roy, Volkhard Weber und Ralph Schweitzer. „Den zweiten Platz belegte der Entwurf des norwegischen Architekten Niels Torp. Platz drei ging an den Hamburger Architekten Meinhard von Gerkan“ sowie zwei Ankäufe an Auer & Weber und an BHLM (Beucker Haider Langhammer Maschlanka). „Das Preisgericht habe sich „einhellig“ für den Entwurf des Bonner Architektengespanns entschieden. Die Wahl der drei Modelle bilde eine gute Grundlage für die Verwirklichung des Projekts... [Ratsmitglied] Pützer räumte ein, dass ursprünglich das Modell des Hamburger Architekten Meinhard von Gerkan (Marg und Partner) vom Preisgericht favorisiert worden sei. Der halbrunde Doppelturm in der Mitte des Bürokomplexes habe an die frühere Zementfabrik erinnert.“ Im August stellte van Dorp dann auf einer Bürgerversammlung, in der die Verwaltung nicht gut wegkam, den Entwurf vor und nannte einige markante Gestaltungsmerkmale: Durch den Umbau des Landgrabenweges würden völlig neue Verkehrsbeziehungen in diesem Gebiet entstehen. Die Autofahrer, die zu ihren Arbeitsplätzen wollten, könnten durch den Strassenumbau dorthin gelangen, ohne über die Königswinterer Strasse zu fahren. Außerdem sei in der Planung ein direkter Zugang zum Rhein berücksichtigt worden, den es bislang dort nicht gebe. „Durch unseren Entwurf macht der U-Bahnhof in Ramersdorf nachträglich erst Sinn, weil er in das neu zuschaffende Areal miteinbezogen ist.“

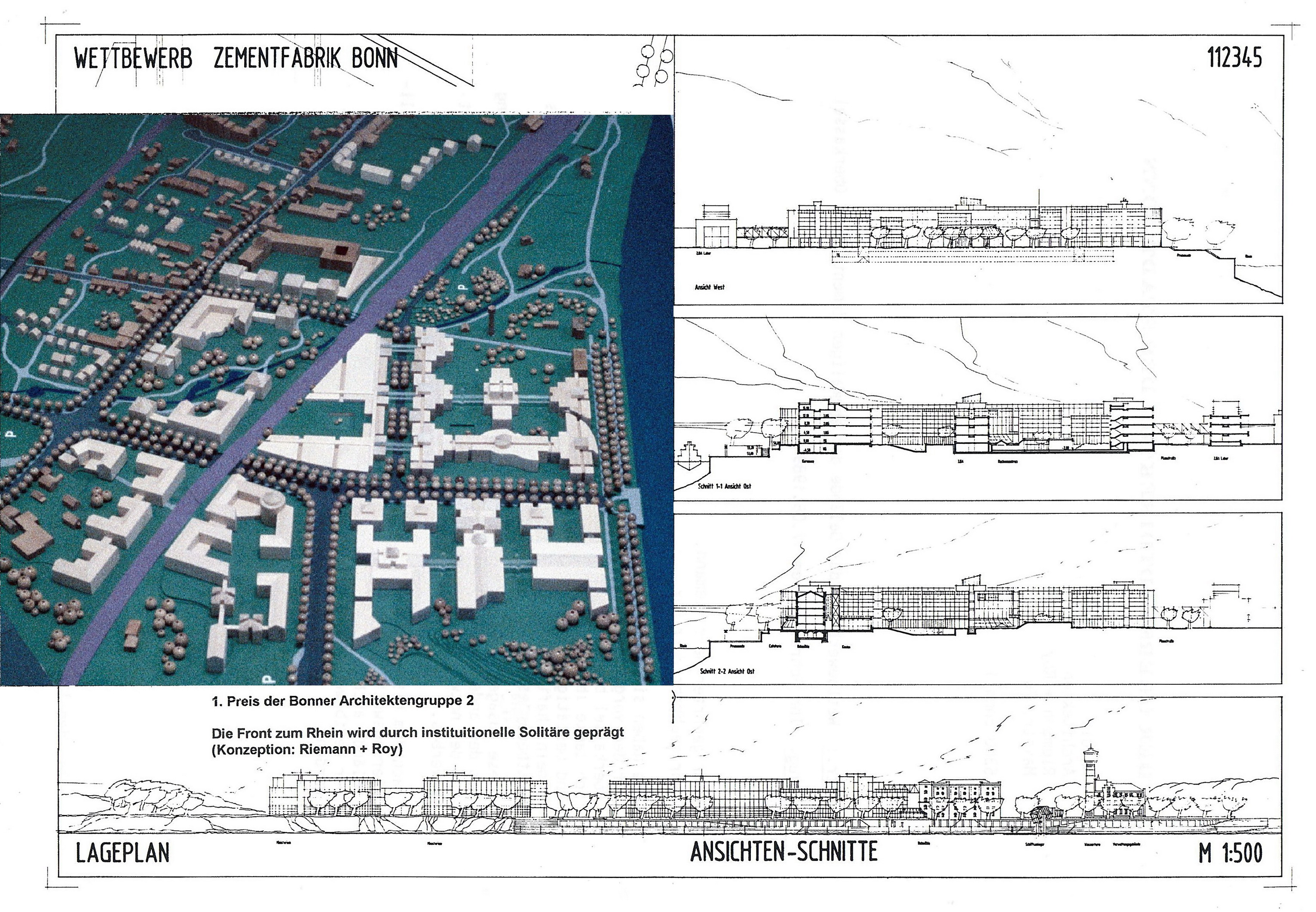
1. Preis, van Dorp, Riemann+Roy, Schweitzer, Weber
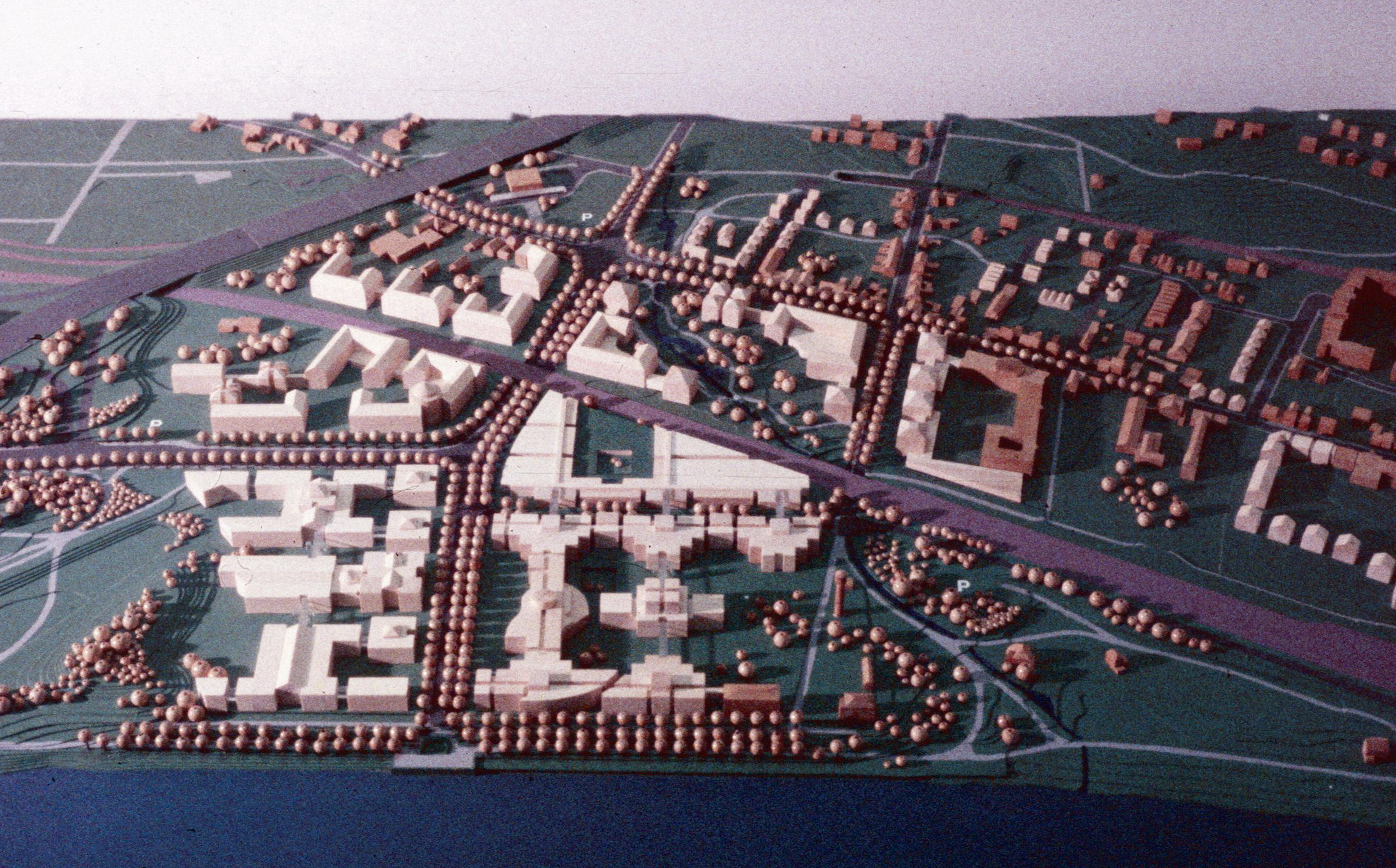
1. Preis, „Rheinallee“ als Hauptgestaltungsmerkmal
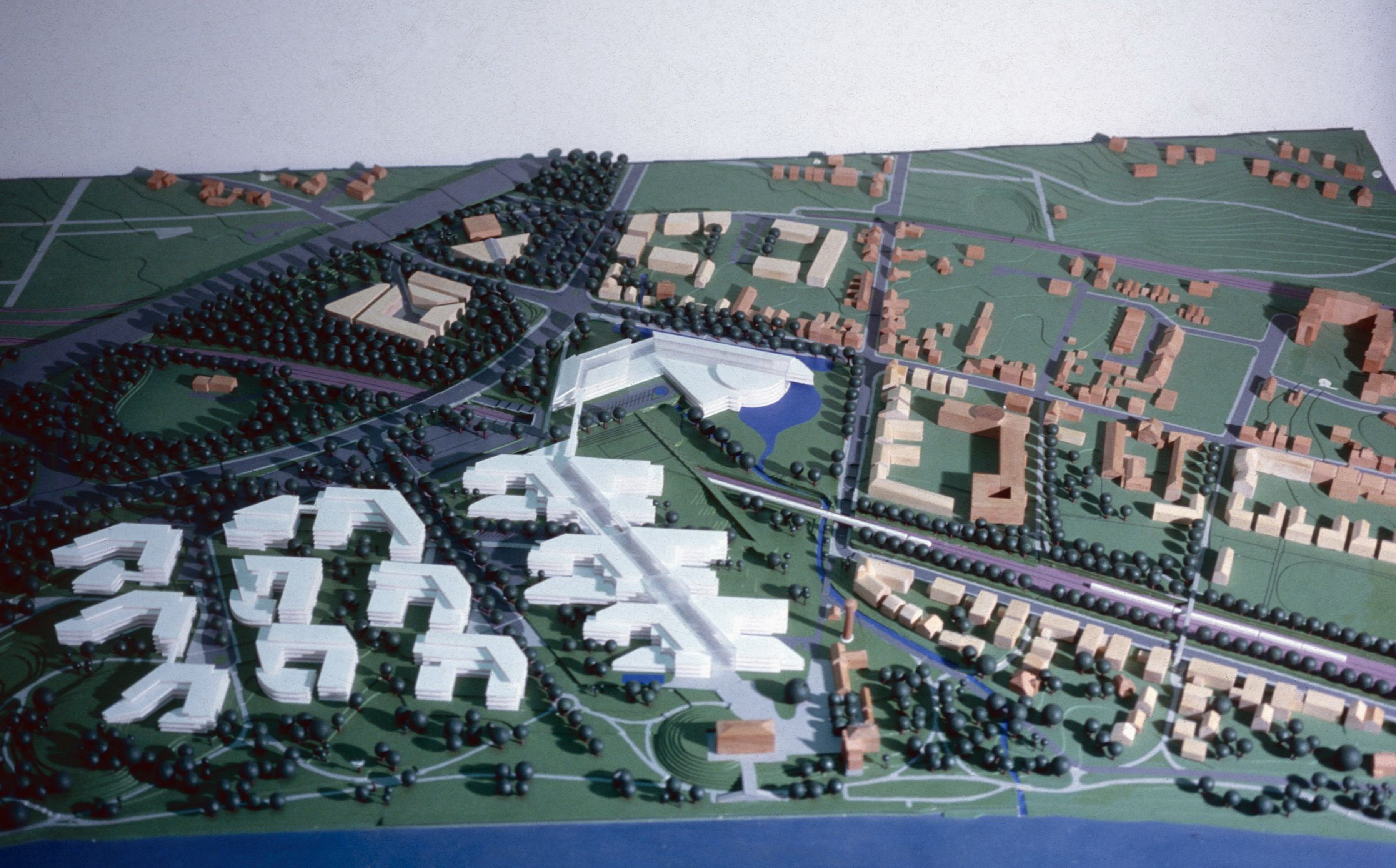
2. Preis, Niels Torp, ein „Bürodorf“ mit Rheinzugang
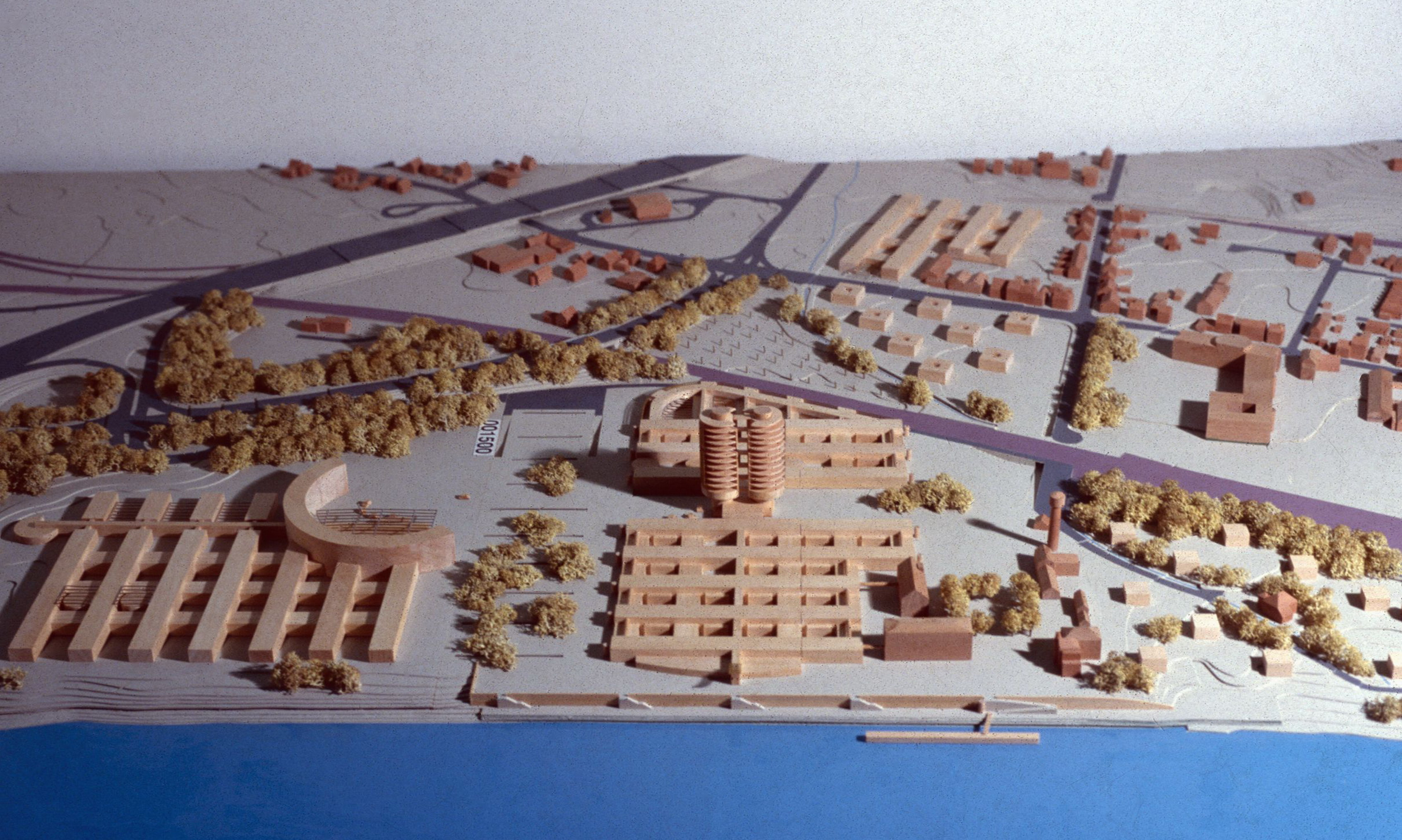
3. Preis, Gerkan, Marg & Partner, Rasterstrukturen mit 2 Bürosilos
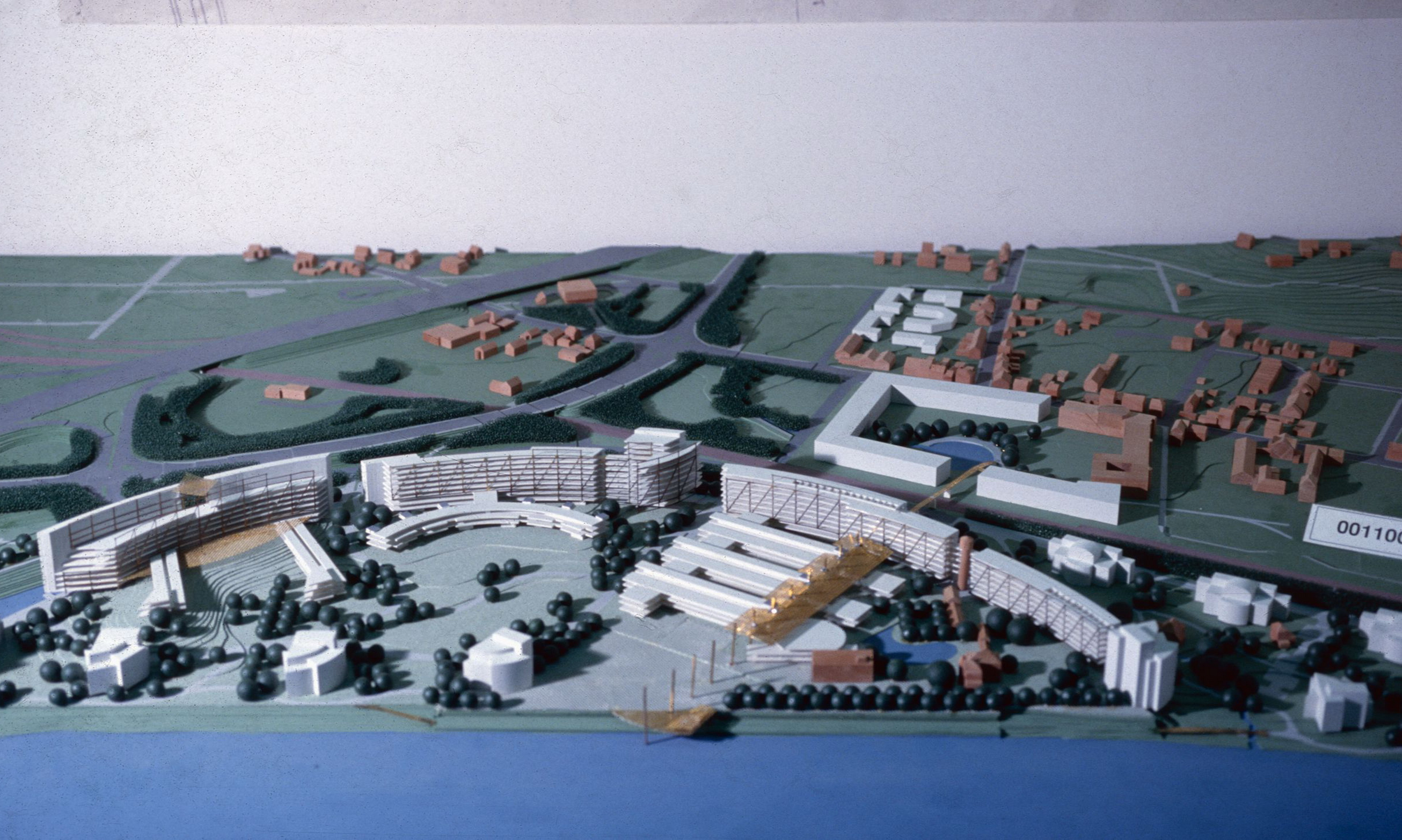
Speer & Partner, eine Grossform als früher „Rheinbogen“

Weil die „Gestaltungsmerkmale“ des 1. Preises offenbar nicht überzeugten, sollte der Norweger Torp den Planungsauftrag erhalten, „Wegen der hervorragenden architektonischen Lösung, wegweisend in der Verwaltungsbau-Architektur“, aber „in Zusammenarbeit mit der Bonner Architektengruppe“, das teilte drei Monate später Emil Seidel, stellvertretender Vorstands-Vorsitzender von Klöckner-Moeller, mit und fügte hinzu: „Mit der Rohmühle kann man nichts anfangen, weil dort keine menschenwürdigen Büros geschaffen werden können. Der Klotz ist ein Hindernis, von dem wir uns gerne trennen würden.“ In der darauffolgenden 2. Stufe arbeiteten die Preisträger das Thema Architektur im Sinne der Corporate Identity stärker heraus.

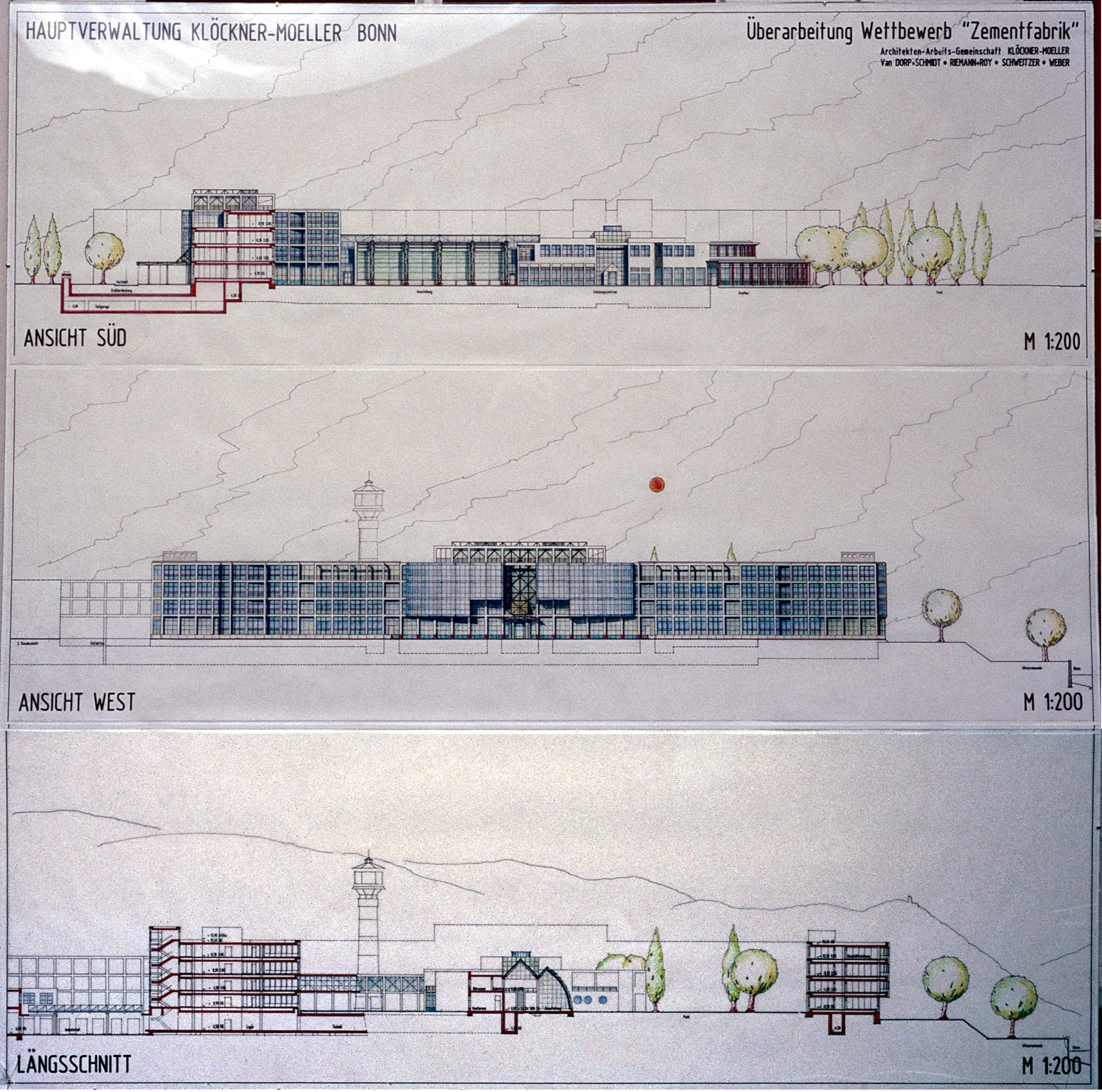
Wettbewerb Zementfabrik, Riemann + Roy, Überarbeitung 1990

Klöckner-Möller verwarf jedoch ein halbes Jahr später seine Neubaupläne aufgrund einer neuen Firmenstrategie und wegen „Differenzen mit der Stadt“ über den Abriss der historischen Gebäude. Im März 1991 hatte nämlich „Gert Moeller das Zepter an seinen Schwiegersohn Emil Seidel abgegeben“.
Der Rückzieher von Klöckner-Moeller, die extrem unterschiedlichen Wettbewerbsergebnisse, sowie die abstrakten Vorstellungen für eventuelle Bauten des Bundes an dieser Stelle, waren nicht hilfreich bei der Flächenaufteilung des gesamten Gebietes, weshalb die zukünftige Neuordnung und Nutzung offen blieben. Mit dem Beschluss zur Verlegung des Parlaments- und Regierungssitzes nach Berlin (1991) änderte sich daher die bisherige Zielsetzung für den Standort Zementfabrik in Richtung einer gänzlich privaten Verwertungsstrategie.:170

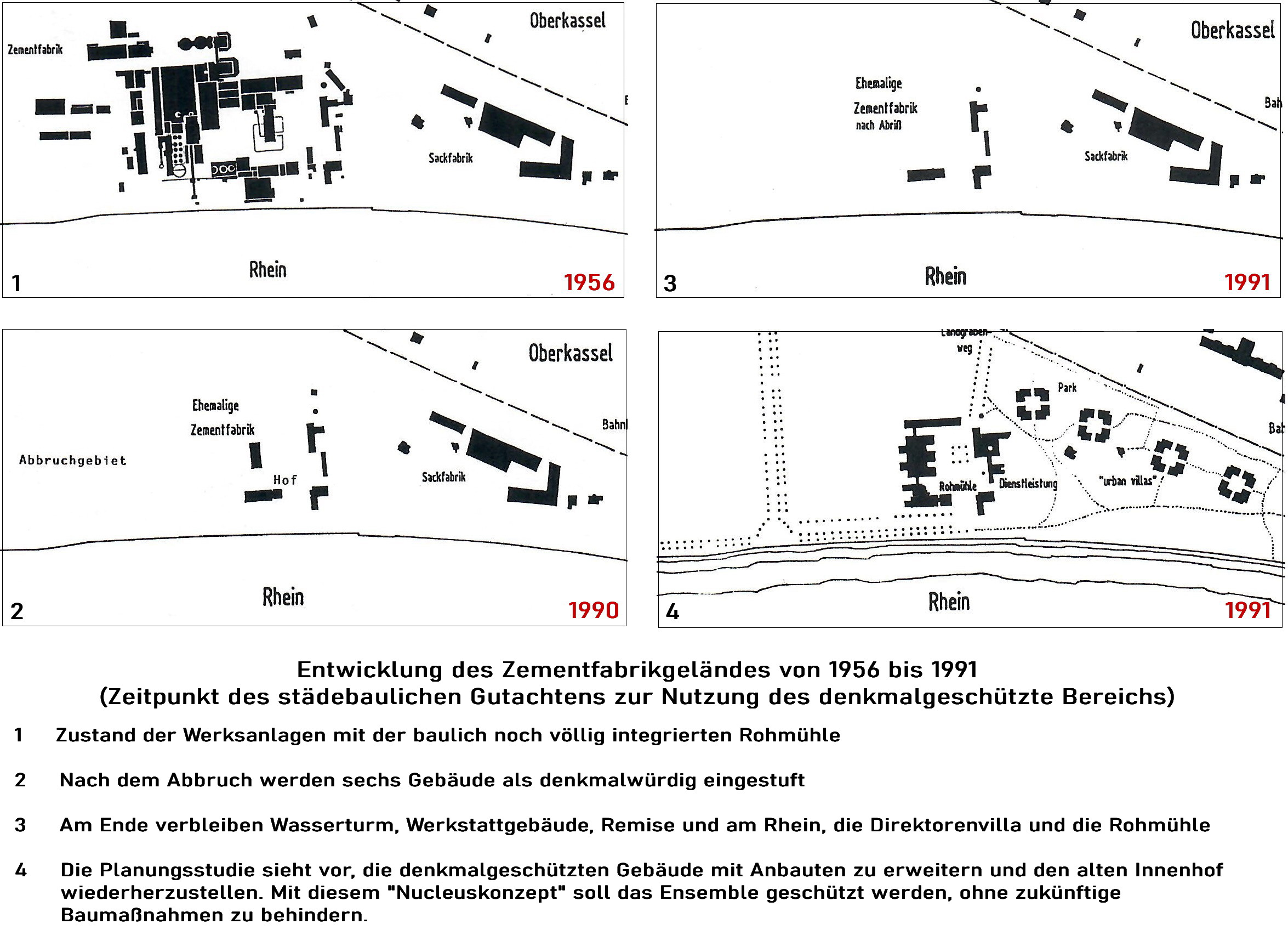
Ausschnitte aus: „Städtebauliches Planungsgutachten“, Büro Riemann+Roy, 1991

Erst die Auseinandersetzung über den Umfang der Unterschutzstellung der verbliebenen Bausubstanz des Zementwerks bewirkte die Eintragung in die Denkmalliste. Das Gelände war inzwischen weitgehend geräumt, so dass nur noch fünf denkmalwerte Objekte blieben. Die übergeordnete Planung für das Gesamtareal sowie die Ausschreibung des Wettbewerbs sahen daher den Erhalt der denkmalgeschützten Überreste der Zementfabrik (Rohmühle, Direktorenvilla, Remise/Spritzenhaus Werkstattgebäude und Wasserturm) sowie den Bau einer Rheinuferpromenade anstelle der ehemaligen Kaianlagen vor. Dazu wurde im Januar 1991 durch die Untere Denkmalpflegebehörde ein städtebauliches Planungsgutachten in Auftrag gegeben.

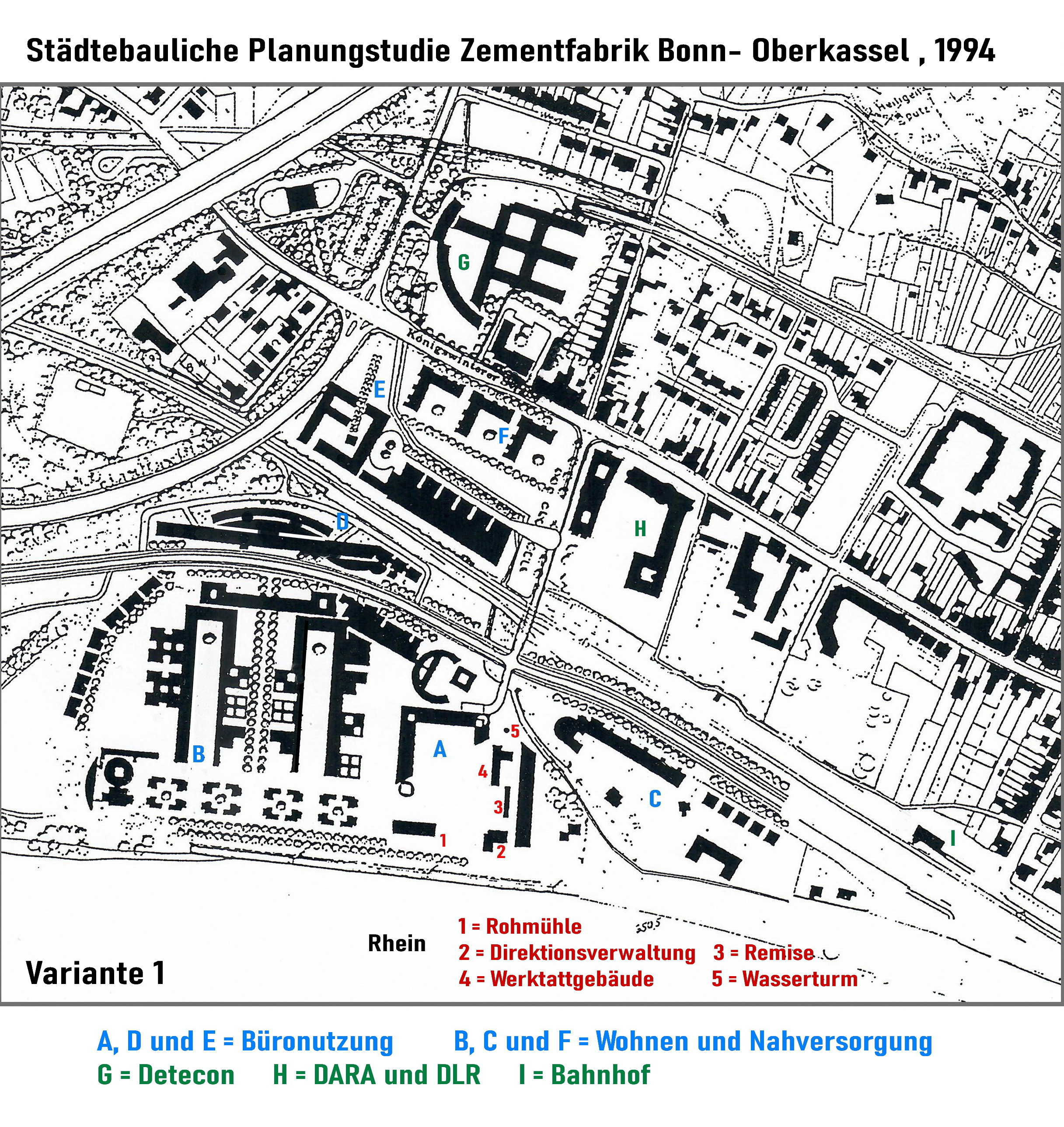
Variante 1 aus: „Städtebauliche Planungsstudie“, Büro für Architektur und Städtebau, 1994

Im weiteren Verlauf hielt die Stadt Bonn an ihrer Absicht fest, die Konversion des Geländes auf dem Wege der Entwicklungsmaßnahme zu steuern. Die Landesentwicklungsgesellschaft NRW (LEG) als Entwicklungsträger begann mit Anstrengungen für den Grunderwerb.:172 Ende 1992 erwarb sie das Grundstück der ehemaligen Sackfabrik Duwe.:170 Für die Neuordnung des gesamten Standorts wurden im Rahmen der Entwicklungsmaßnahme Kosten von 70 Millionen DM veranschlagt, davon 45 Millionen DM für den Grunderwerb des Zementfabrikgeländes.:78 Für die Vorfinanzierung der notwendigen Erschließungsmaßnahmen wurde auf die bereits erzielten Erlöse aus der Entwicklungsmaßnahme Bonn-Hardtberg zurückgegriffen, außerdem stellte der Bund Mittel aus der sogenannten „Soforthilfe“ bereit, die ab 1992 an die Städte und Gemeinden der vormaligen Hauptstadtregion ausgezahlt wurde.:78 Die förmliche Einbeziehung des aus der ehemaligen Zementfabrik und angrenzenden Flächen bestehenden, etwa 15 ha großen:77 Erweiterungsgebiets in die nunmehr so benannte Entwicklungsmaßnahme Bundesviertel erfolgte durch eine Rechtsverordnung am 25. September 1993.:78 Ende des Jahres 1993 kam der erste Kaufvertrag zwischen der LEG und dem Eigentümer des Zementfabrikgeländes zu Stande:172, worauf die LEG für die BIL und die Stadt Bonn im Jahr 1994 eine Planungsstudie an das Bonner Büro für Architektur und Städtebau in Auftrag gab. Vorgesehen war eine „durchgrünte Wohn- und Verwaltungsstadt“, die den Bereich beiderseits der Bahnlinie vom Rhein bis zur Königswinterer Straße umfasste.
1995 gab der Privateigentümer der übriggebliebenen Zementfabrikgebäude seine Vermarktungsabsichten für den Standort auf und bot den ihm noch gehörenden Grundbesitz dem Entwicklungsträger zum Kauf an.:172 Der Kaufvertrag wurde Ende 1995 abgeschlossen:174. Insgesamt nahm der Grunderwerb bis 1996 Kosten in Höhe von 54 Millionen DM in Anspruch:176, davon leistete der Bund mit 36 Millionen DM einen Förderanteil von zwei Dritteln aus Mitteln der sogenannten „Soforthilfe“:172, die im Rahmen der auf dem Berlin/Bonn-Gesetz basierenden Vereinbarung über die Ausgleichsmaßnahmen für die Region Bonn (1994) an die Städte und Gemeinden der vormaligen Hauptstadtregion ausgezahlt wurde.
Inzwischen war das gesamte Entwicklungsgebiet aufgeteilt in die Zone 1 (ehemalige Zementfabrik), die Zone 2 (Bahnlinie bis Königswinterer Straße mit dem „Dahlienfeld“) und die Zone 3 (Zementfabrik bis zum Landschaftsschutzgebiet an der Bundesautobahn A 562). Unter anderem war es als Planungsgebiet für die DARA, die Detecon die Europäische Zentralbank:73, das Forschungszentrum caesar, ein Luxushotel und ein Hochhaus für die Post im Gespräch.
Das Gelände der Zementfabrik, das sich nun im Besitz der Stadt Bonn befand, war anfangs noch in die Hauptstadtplanung mit eingeschlossen. Nach dem Hauptstadtbeschluss 1991 wies die Stadt den Standort als Sonderentwicklungsgebiet für innovative Industrien aus, um sicherzustellen, dass das Gelände seinem Attraktivitätsgrad entsprechend genutzt wird.
Zunächst gab es aber Auseinandersetzungen um die Nutzung des Geländes. So sprach sich die Bonner CDU 1999 dafür aus, große Teile davon in einen Yachthafen umzuwandeln. Der Vorschlag wurde aber, unter anderem wegen der ungünstigen Lage (Strömungsgeschwindigkeit) am äußeren Rheinbogen, nicht umgesetzt.
Im Jahr 1997 waren alle – bis auf die denkmalwürdigen – Anlagenteile der Zementfabrik abgebrochen. Von 1998 bis 2000 wurde die Rheinuferpromenade von der Rheinaue in Richtung Königswinter, die bisher vom Werksgelände unterbrochen worden war, nach Plänen des Münchener Landschaftsarchitekten Gottfried Hansjakob bei Kosten von 3,5 Millionen DM aus Mitteln der Entwicklungsmaßnahme:172 um 400 m durch dieses hindurch erweitert und zugleich die Uferbefestigung (Kaimauern) saniert.:174 Nach Abschluss der Maßnahme sollten die Bürger Namen für das Areal vorschlagen. „Eine Arbeitsgruppe von Vertretern aus Politik, Wirtschaft, Verwaltung, Bürger-, Heimat- und Geschichtsvereinen sowie der Presse wählte schließlich den Namen aus. Die einstimmige Entscheidung fiel schließlich auf BonnVisio, eine Idee von Carl Jakob Bachem, mit dem Zusatz: Innovationspark am Rhein“. Das Gebiet war auch in den Stadtplänen so verzeichnet, selbst die Stadt Bonn machte damit Werbung auf ihrer Homepage.
Zehn Jahre lang, von 1990 bis 2000 hatten 13 Teilnehmer des 1. Zementfabrik-Wettbewerbs (5 bekannte Büros und die beiden lokalen Architektengruppen), eine große Zahl Fachleute, unter ihnen Thomas Sieverts, Peter Zlonicky, die Bonner Planer Bergnecht und Fliege, sowie die Planungsabteilungen in den Ministerien und der Stadt Bonn, umfangreiche Planungen und Gutachten erarbeitet (darunter auch eine Diplomarbeit der Bergischen Universität Wuppertal) und das Feld für Kommendes bereitet. Dabei wurden die unter Denkmalschutz gestellten Gebäude, zwar durch Franz Josef Talbot, den Leiter der Unteren Denkmalbehörde der Stadt Bonn nicht völlig außer Acht gelassen, statisch konstruktive Sicherungsmaßnahme wurden aber nicht getroffen. Das führte unter anderem dazu, dass das Regenwasser des defekten Dachs der Rohmühle über die Jahre ins Mauerwerk eindrang und die Köpfe der Deckenbalken verfaulten.

### Vom Innovationspark BonnVisio zum Bonner Bogen
Als erster Investor kauften im März 2000 die Aktionäre des Unternehmens GWI (Gesellschaft für Wirtschaftsberatung und Informatik) mit der neugegründeten Projektentwicklung- und Immobiliengesellschaft einen Teil des Geländes. Gemeinsam mit der Stadt Bonn plante man eine Umgestaltung der ehemaligen Zementfabrik als Bürokomplex unter dem Namen BonnVisio – Innovationspark am Rhein, wobei der Begriff „BonnVisio“ von der Gesellschaft übernommen wurde.
Um die Qualität der unmittelbar geplanten Neubebauung und ihre weiteren Entwicklung abzusichern, richtete die GWI mit den Gesellschaftern Haas und Wilbert nach dem „Klöckner-Moeller-Flop“ einen zweiten Wettbewerb aus. Wieder war er „nicht offen“ als Einladungswettbewerb mit 14 Teilnehmern (aus Köln, Mainz und Bonn) und bestand aus einem städtebaulichen Ideenteil, für das gesamte Gelände zwischen dem T-Mobil-Übergangsgebäude und dem Rhein, wobei sich die Architekten an den Bebauungsplan halten und so eine Struktur – Baukörper, Gebäudehöhe, Freiflächen und Erschließung – entwickeln sollten und einem Realisierungsteil für das südöstliche GWI-Gebiet. Dazu waren detailliertere Pläne für ein Multimedia- und Telematikzentrum verlangt. Zum Zeitpunkt der Ortsbesichtigung im Jahr 2002 war der Abriss der alten Anlagen noch nicht abgeschlossen.

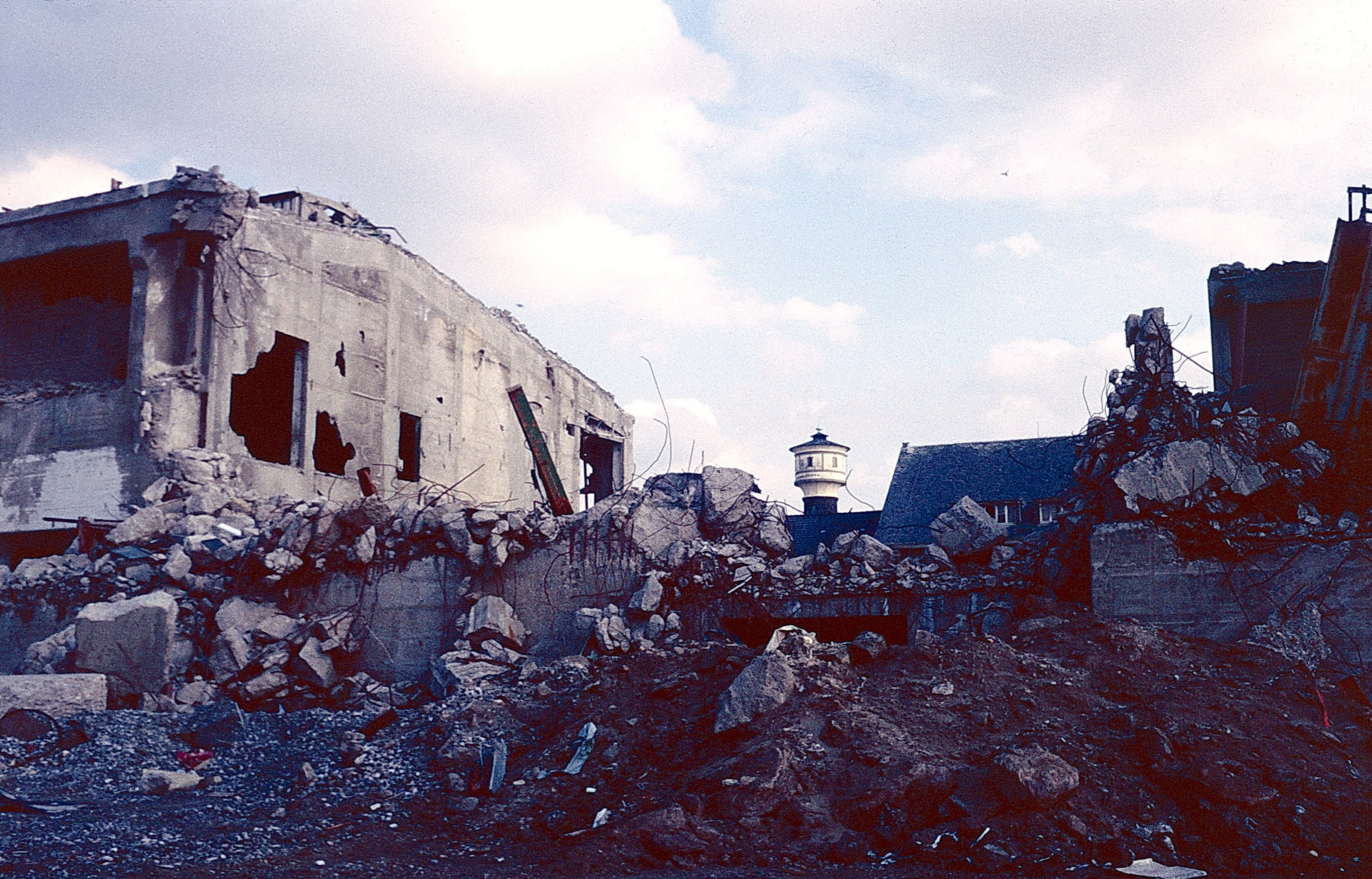
Abbruchhalde mit Wasserturm
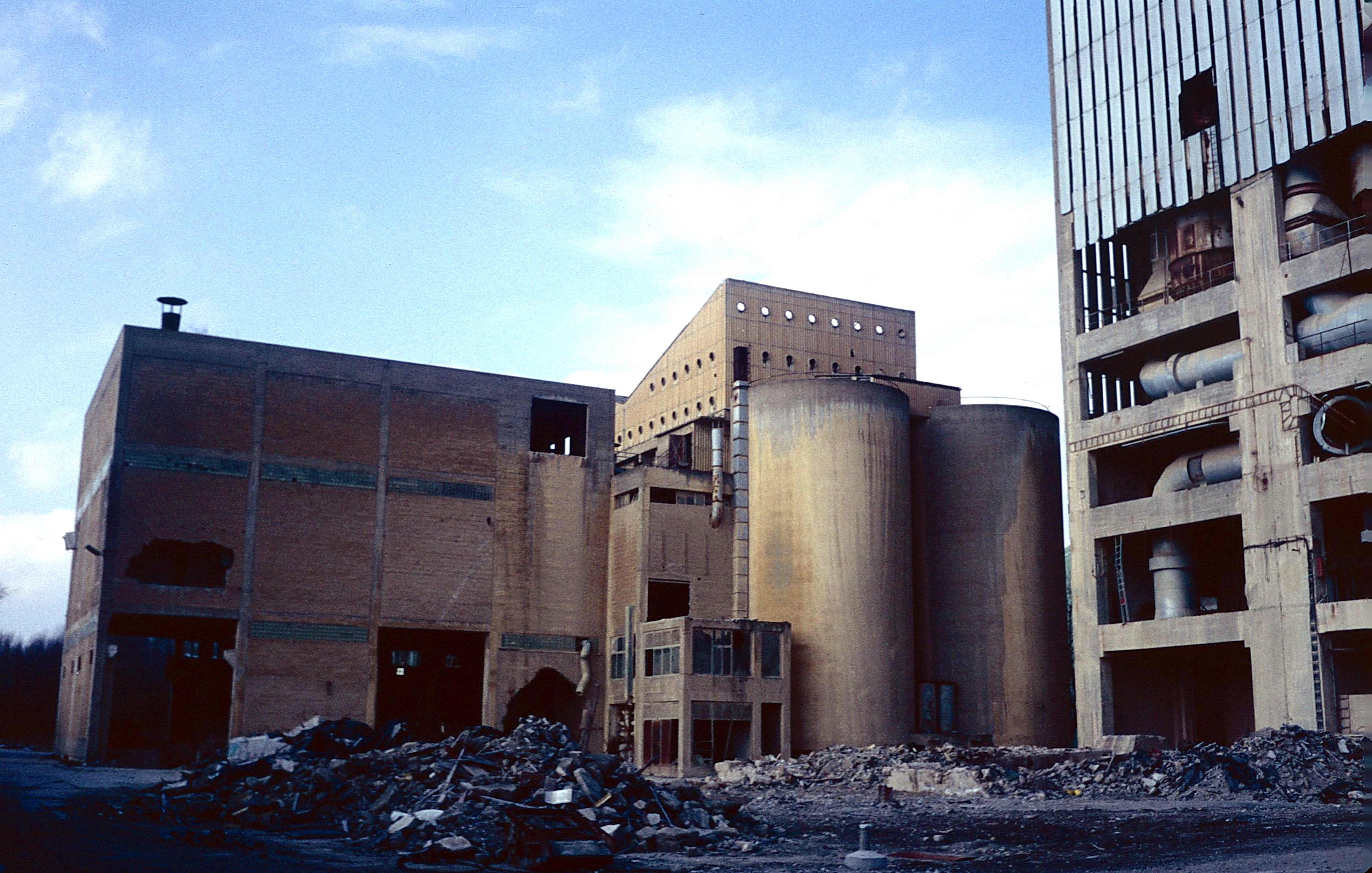
Produktionsanlage 2
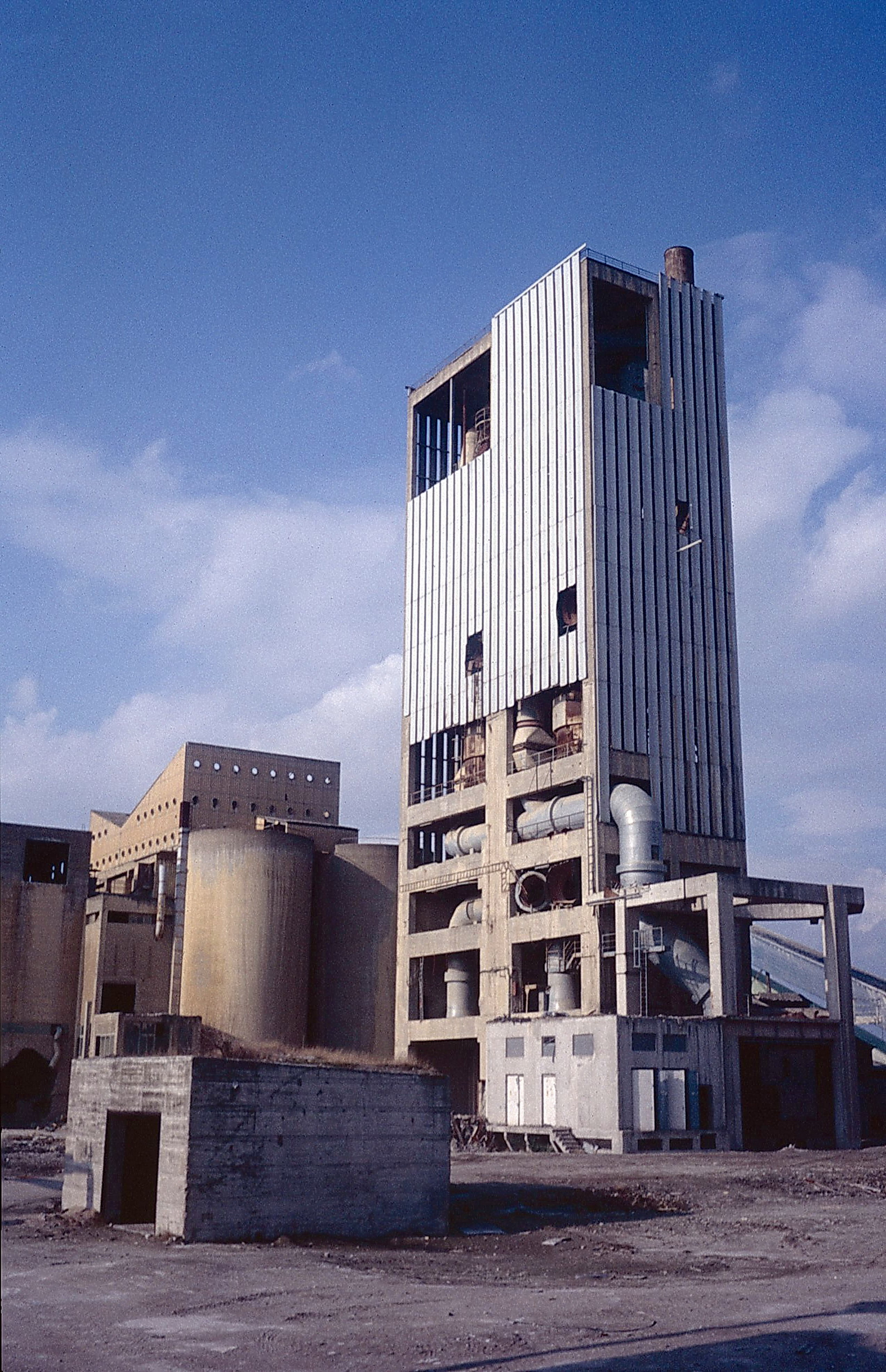
Anlage 1
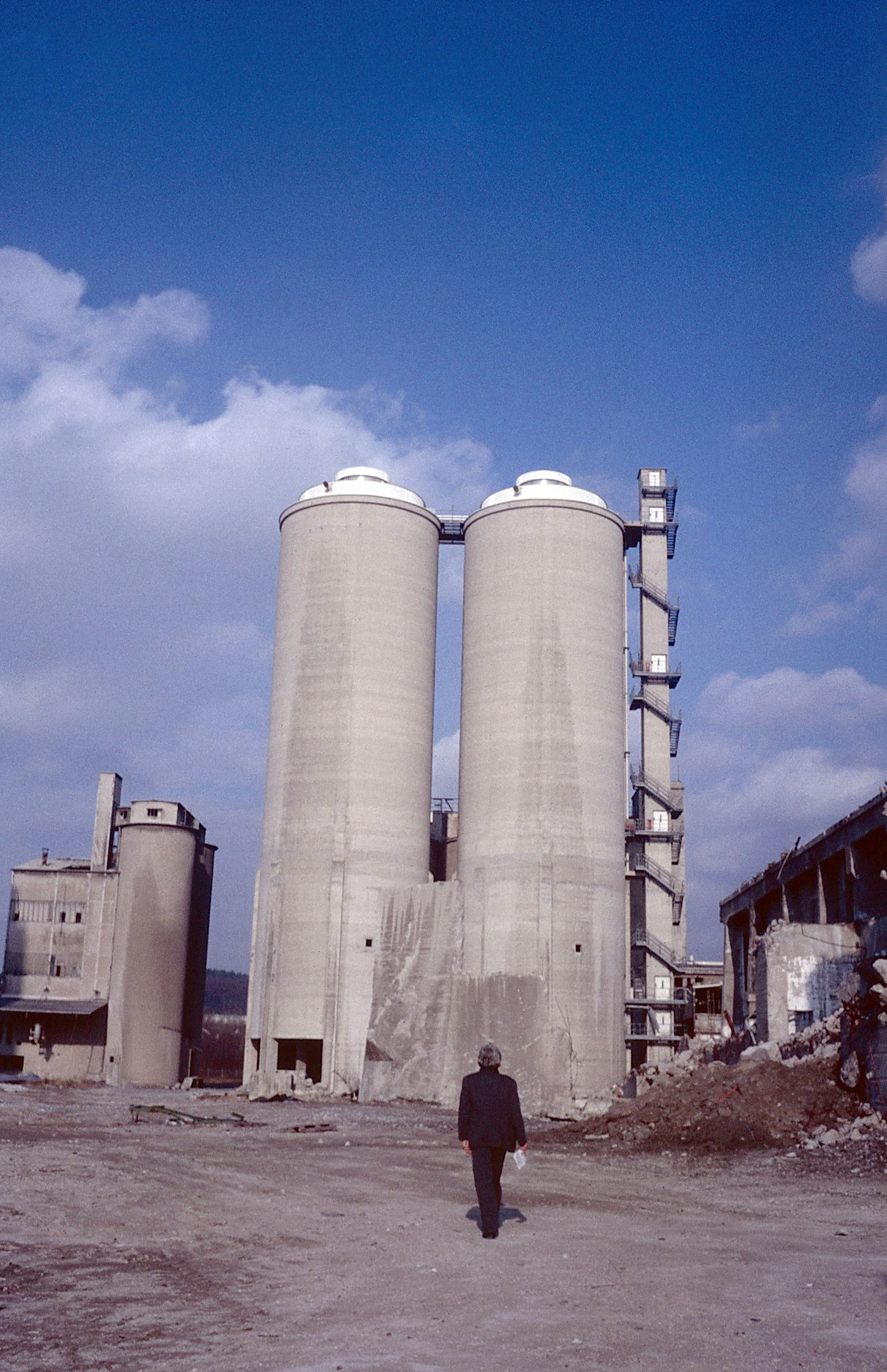
Zementsilos

Gefordert von den Architekten waren auch Ideen für die weiteren rheinabwärts gelegenen Baufelder.:46. Auslober waren: BTV.Development AG, Düsseldorf, BonnVisio Immob.-Verw. GmbH & Co.KG, Köln, PARETO GmbH, Köln und federführend die PRO BONNUM GmbH, eine Tochtergesellschaft der Sparkasse Köln-Bonn. Die Jury unter Vorsitz des Kölner Architekten Walter von Lom vergab insgesamt vier Preise und drei Anerkennungen. Als Sieger des „begrenzten Ideen- und Realisierungswettbewerbs als Einladungswettbewerb“ wurde am 10. Juni 2002 der Bonner Architekt Karl-Heinz Schommer bekanntgegeben. Anders als die weiteren Preisträger des Wettbewerbs „BonnVisio – Innovationspark“, die wie Schommer alle eine kleinteilige Struktur vorschlugen, sah sein 1. Preis U-förmige Gebäudetypen vor, die sich zum Rhein hin öffneten.
In Abweichung vom ursprünglichen Konzept des Siegerentwurfes entwickelte Schommer mit der Gesellschaft eine Bebauung in drei Abschnitten. Für Bau und Vermietung der nicht direkt der GWI zugeordneten Flächen wurden drei Objektgesellschaften unter den Namen Rheinwerk 1, 2 und 3 gegründet. Mit Beginn des ersten Bauabschnitts im Dezember 2002 wurde die im südöstlich Teil des Areals liegende denkmalgeschützte Direktorenvilla saniert und durch zwei neue Bürokomplexe ergänzt. Die Fertigstellung erfolgte im April 2004. Im zweiten Bauabschnitt wurde ab Januar 2004 die historische und denkmalgeschützte Steinmühle, die sogenannte Rohmühle wegen statisch und konstruktiver Bauschäden technisch aufwendig saniert, durch einen modernen Anbau mit Glasfassade umhüllt und als Bürogebäude genutzt. Die Fertigstellung erfolgte im Jahr 2006. Parallel dazu wurde als „Rheinwerk 1“ hinter der Rohmühle ein moderner Bürokomplex aus drei Gebäudeteilen in U-Form bis Ende 2005 errichtet.
Kurz vor der Vorstellung des Projekts auf der „MIPIM“ und der „Expo Real“ im Herbst 2007, wurde aus „BonnVisio“ plötzlich der „Bonner Bogen“, was von der Rhein-Zeitung und der Bonner Rundschau übernommen wurde. Erst zwei Jahre später, als der Name „Bonner Bogen“ auf den Autobahnhinweisschildern auftauchte sorgte diese Umbenennung in der Bezirksvertretung für Verwirrung. Es stellte sich heraus, dass der von der Stadt über eine Agentur gesucht und gefunden wurde. Und zwar für einen Fußweg. Wieso sich diese Bezeichnung inzwischen durchgesetzt hatte, „vermochte niemand aus der Verwaltung zu beantworten... aber das sei ‚nicht sauber‘ gelaufen. Der Investor hat sich den Namen ja praktisch - in Anführungsstrichen - ergaunert. Das Gebiet heißt eigentlich BonnVisio“, so Stadtrat Georg Fenninger.
Danach begann die Planung für den Bauabschnitt „Rheinwerk 2“ mit dem 5-Sterne Hotel „Elysion“, dessen Pläne ebenfalls auf der Expo Real ausgestellt worden waren. Später wurde daraus das „Kameha Grand“ (Fertigstellung 2009), das als großformatiges „Raumschiff“ von Schommers Wettbewerbsplan abwich, aber damit das Problem einer Bebauung in der zweiten Reihe umging. Nachdem im Jahr 2008 das „Rheinwerk 2“ vollendet war, wurde dann bis 2014 das „Rheinwerk 3“ realisiert. Die Absichten der Landesentwicklungsgesellschaft aus dem Jahr 2007, auf dem südlichen, benachbarten Gelände der ehemaligen „Sackfabrik Duwe“ zusätzlich Luxuswohnungen zu errichten, wurden im rheinseitigen Teil aufgrund des Ausweises als Retentionsgebiet wegen der Baumaßnahmen der geplanten S-Bahnlinie 13 zunächst bis voraussichtlich 2017 verschoben. Bis zu einer endgültigen Planung befindet sich auf diesem Gelände in den Sommermonaten die Bonner Strandbar.
Anfang 2017 wurde bekannt, dass in diesem südlichen Teil ein Glaspavillon geplant, die Sanierung des denkmalgeschützten Wasserturms wegen fehlender Fördermittel nach zwei Anläufen gescheitert sei und „der Bonner Bogen weiter wächst“. Das Sanierungsvorhaben wurde schließlich konkreter, nachdem Mitte 2020 bekannt wurde, dass das Land NRW entsprechende Fördergelder bewilligt habe. Die Sanierung sollte 2021 beginnen.

## Der Bonner Bogen und seine Nutzung
Die Rheinpromenade ist als breiter Rad- und Fußweg oberhalb der alten aus Basaltblöcken errichteten Werft- bzw. Kaimauer des ehemaligen Zementwerks durch das Gelände geführt. Hier befinden sich diverse Sitzbänke mit guter Aussicht auf das Rheintal. Die im südöstlichen Teil des Geländes liegende Direktorenvilla wird von der Universität Bonn genutzt und die weiteren Gebäudeteile auf diesem Areal nimmt seit 2004 die Zentrale der Agfa HealthCare GmbH ein.
Folgt man dem Rhein flussaufwärts, so steht westlich der Direktorenvilla die Rohmühle. Im Erdgeschoss befinden sich Büroräume, ein Restaurant und ein Café. Die dahinter liegenden drei Neubauten U-Körper, Solitär Nord und Solitär Süd sind die Büroflächen des sogenannten Rheinwerk 1, die von der gleichnamigen Objektgesellschaft einzeln vermietet werden. Die meisten Mieterfirmen gehören zur IT-, Beratungs- und Technologiebranche, insgesamt stehen derzeit in Rheinwerk 1 zirka 13.600 m² Bürofläche zur Verfügung. Weiter westlich des Rheinwerk 1 entstand von 2007 bis 2009 das bis zu fünf Stockwerke hohe, elliptisch geformte Designhotel Kameha Grand. Von der 31.100 m² großen Bruttogeschossfläche ist mehr als ein Drittel unterirdisch.
Neben der Hotel-Baustelle wurde 2008 der Bürokomplex „Rheinwerk 2“ fertiggestellt. Ähnlich dem östlich gelegenen „Rheinwerk 1“ besteht es aus vier Einzelbauten, die sich um eine Grünanlage gruppieren. Rheinseitig erhebt sich ein viergeschossiger Gebäuderiegel mit Ziegelfassade, der sich gestalterisch an die historische Rohmühle anlehnt. Nach Norden schließen sich zwei ebenfalls viergeschossige Bauten mit Vollglas-Fassade an, die die zentrale Grünfläche begrenzen. Den nördlichen Abschluss des Ensembles bildet ein sechsgeschossiger U-förmiger Bau, der ebenfalls über eine Vollverglasung verfügt.
2010 wurde im östlich angrenzenden Teil des Bonner Bogens, dem Grundstück der ehemaligen Sackfabrik Duwe, ein weiterer Bürokomplex am Konrad-Zuse-Platz fertiggestellt. Das private Firmengebäude hebt sich durch den wabenförmigen Grundriss (Oktogon) sowie die gelb-weiße Farbgebung ab.
Westlich des „Rheinwerk 2“ sind von März 2012 bis Anfang 2014 unter dem Namen „Rheinwerk 3“ drei weitere Bürogebäude entstanden. Es handelt sich um langgestreckte Riegel, die sich senkrecht zum Rhein auffächern. Der Komplex schließt den Bogen nach Westen hin ab. Es grenzt unmittelbar an das Landschaftsschutzgebiet der Beueler Rheinaue. Die Fertigstellung erfolgte im Februar 2014.

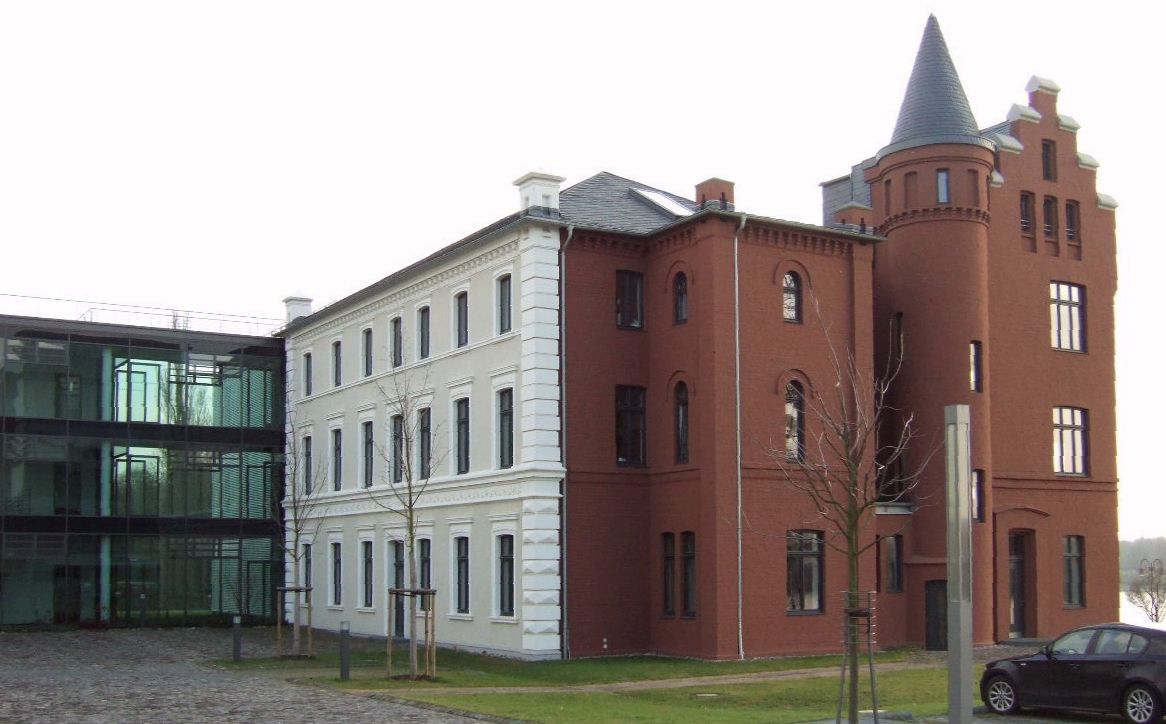
Sanierte „Direktorenvilla“ (ehemalige Direktionsverwaltung) mit Erweiterungsbauten
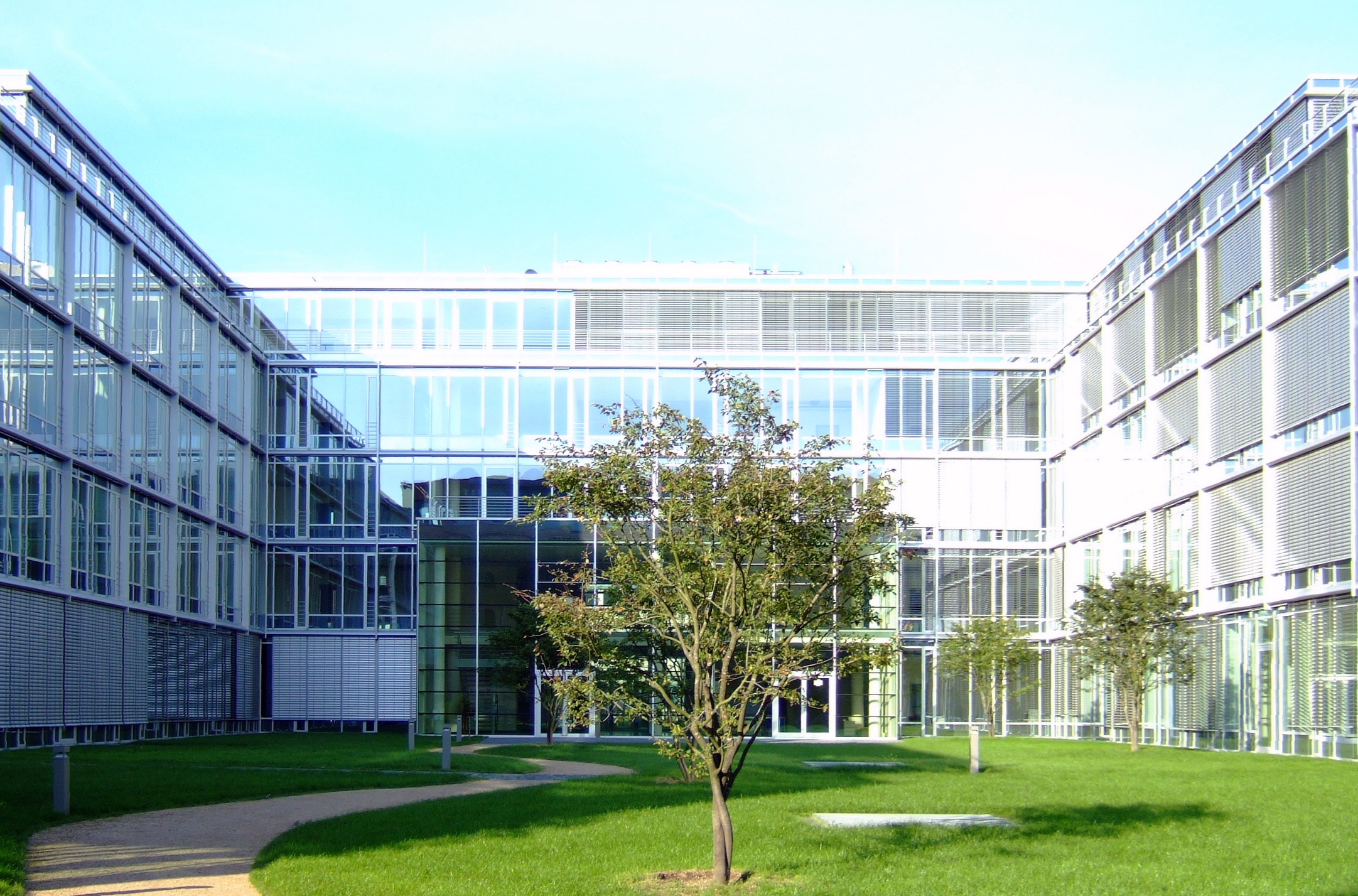
U-förmiger Neubauteil von „Rheinwerk 1“
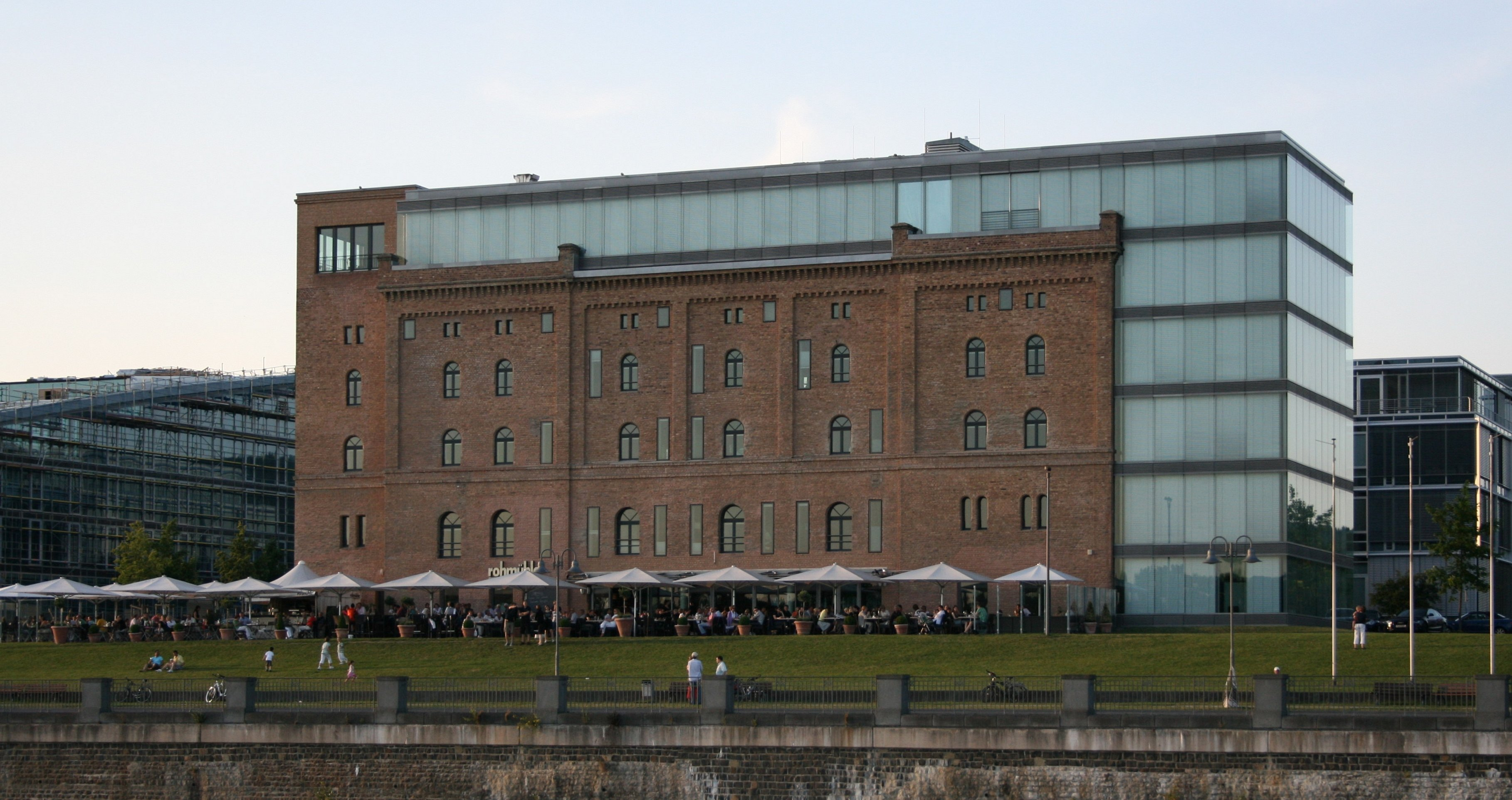
Ehemalige Rohmühle als Teil eines Büroneubaus, dahinter „Rheinwerk 1“
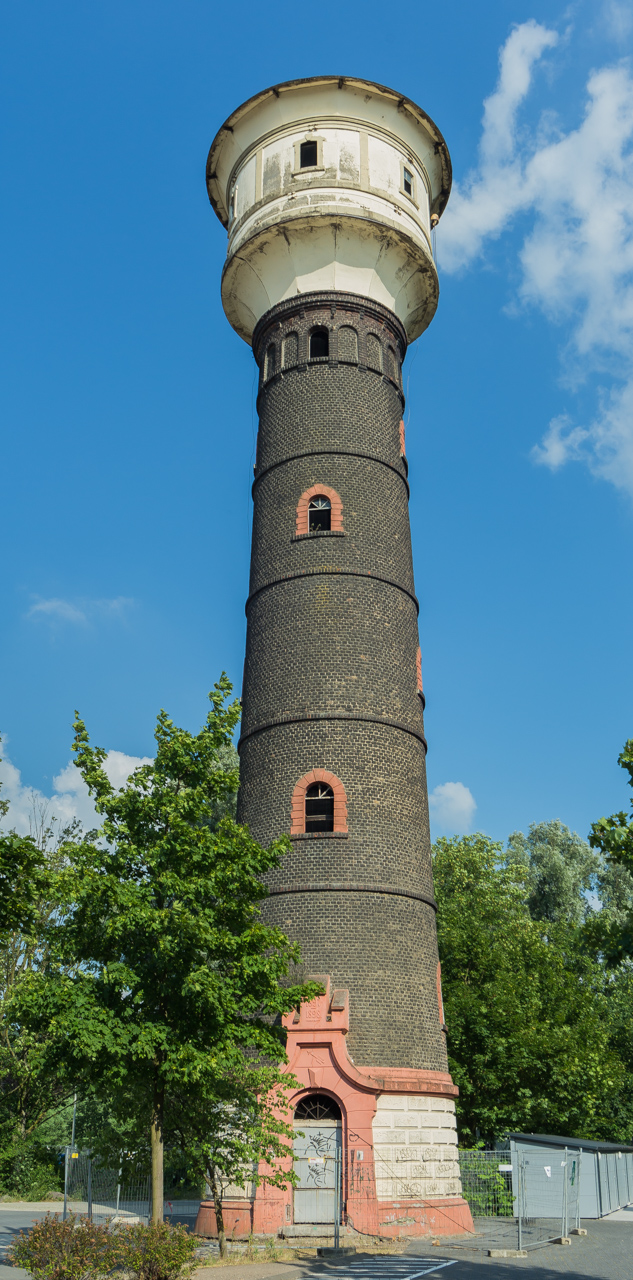
Wasserturm vor der Sanierung
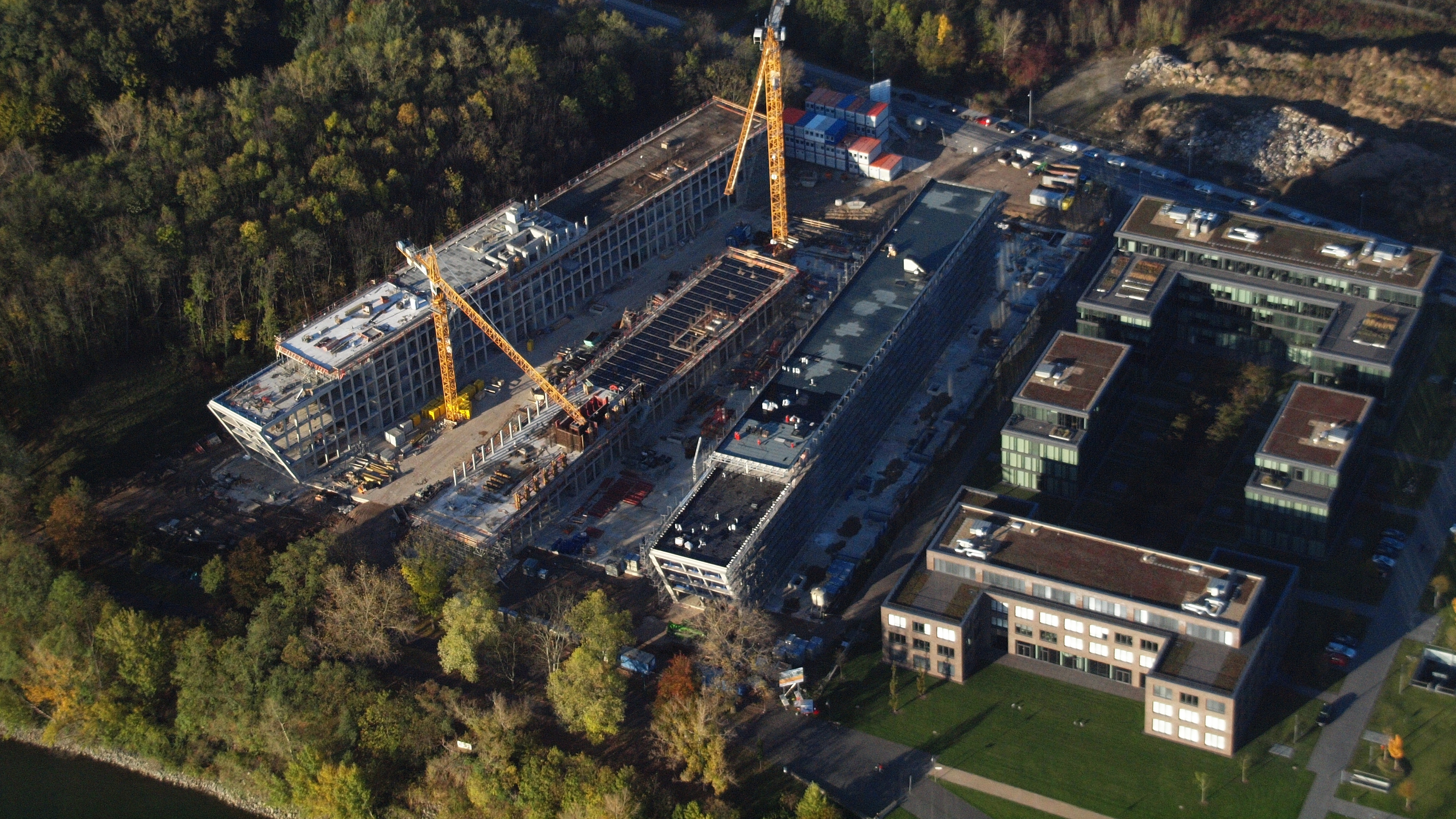
„Rheinwerk 2“ (rechts) und „Rheinwerk 3“ (in Bau), Luftbild 2012
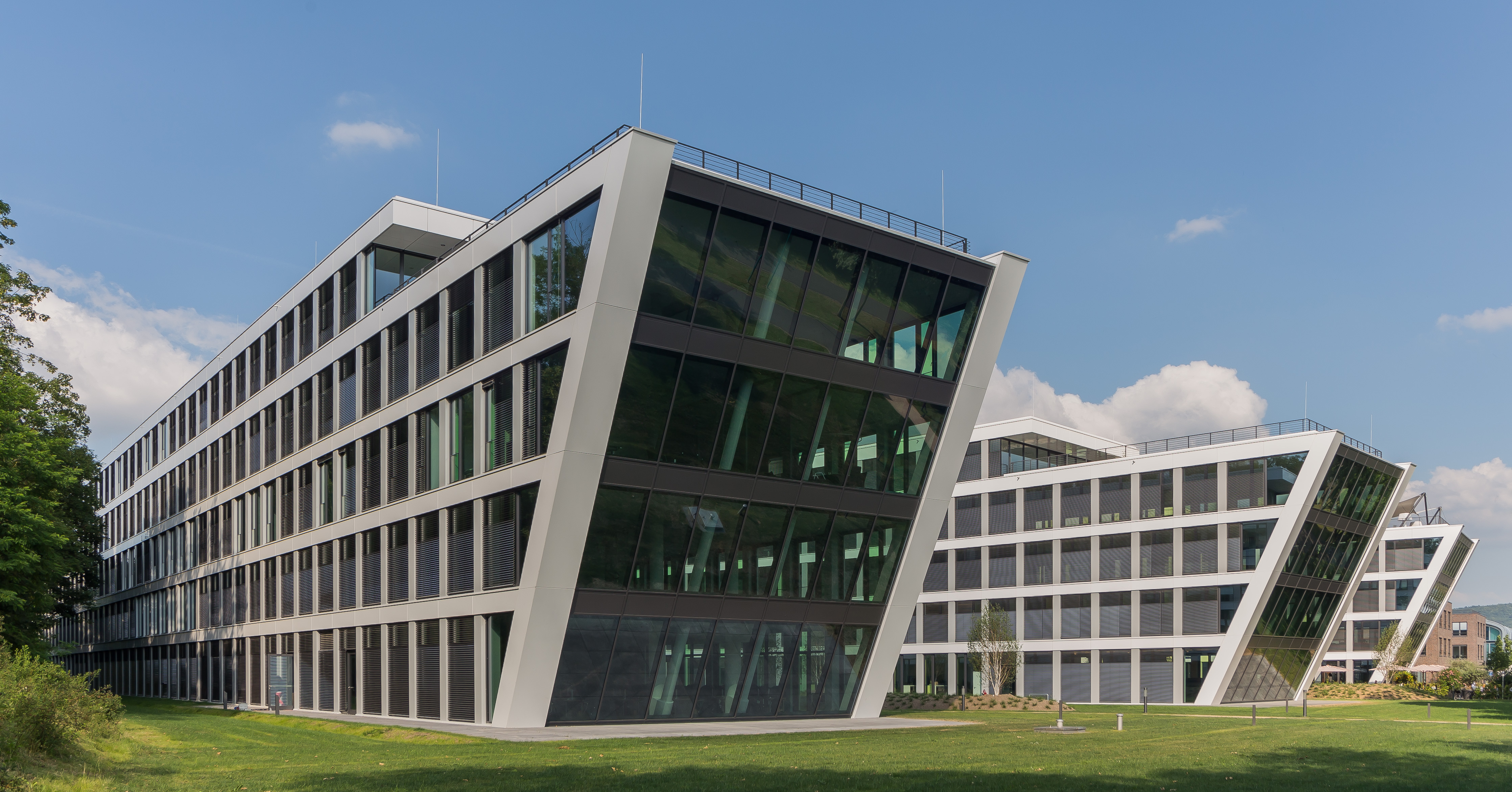
Schiffsbugähnliche Kopfbauten von „Rheinwerk 3“
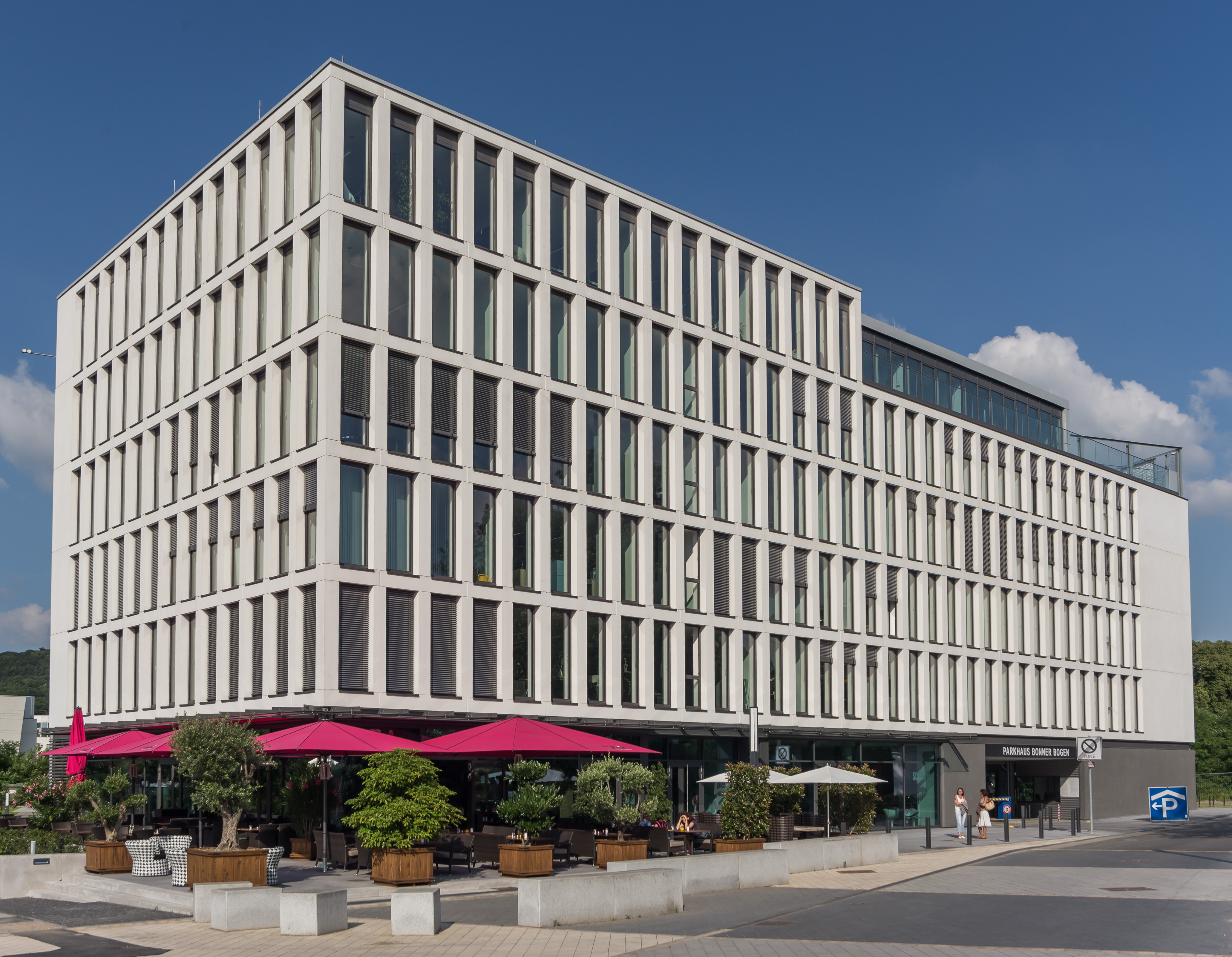
„Konrad-Zuse-Platz 5“, Haus der freien Berufe
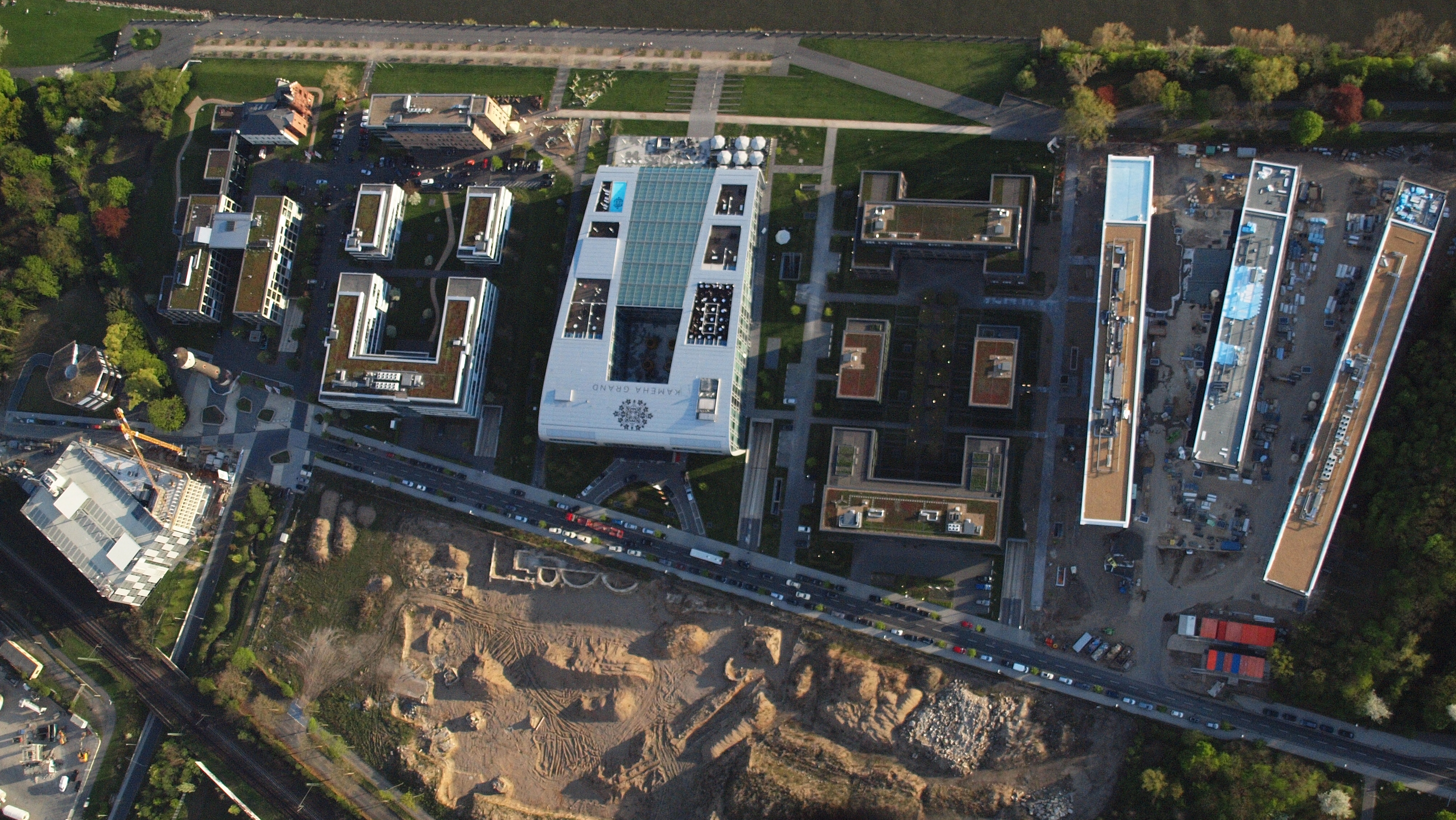
Bonner Bogen. Baugrube „Rhein-Palais“, unten links die archäologische Grabungsstätte, Luftbild 2013

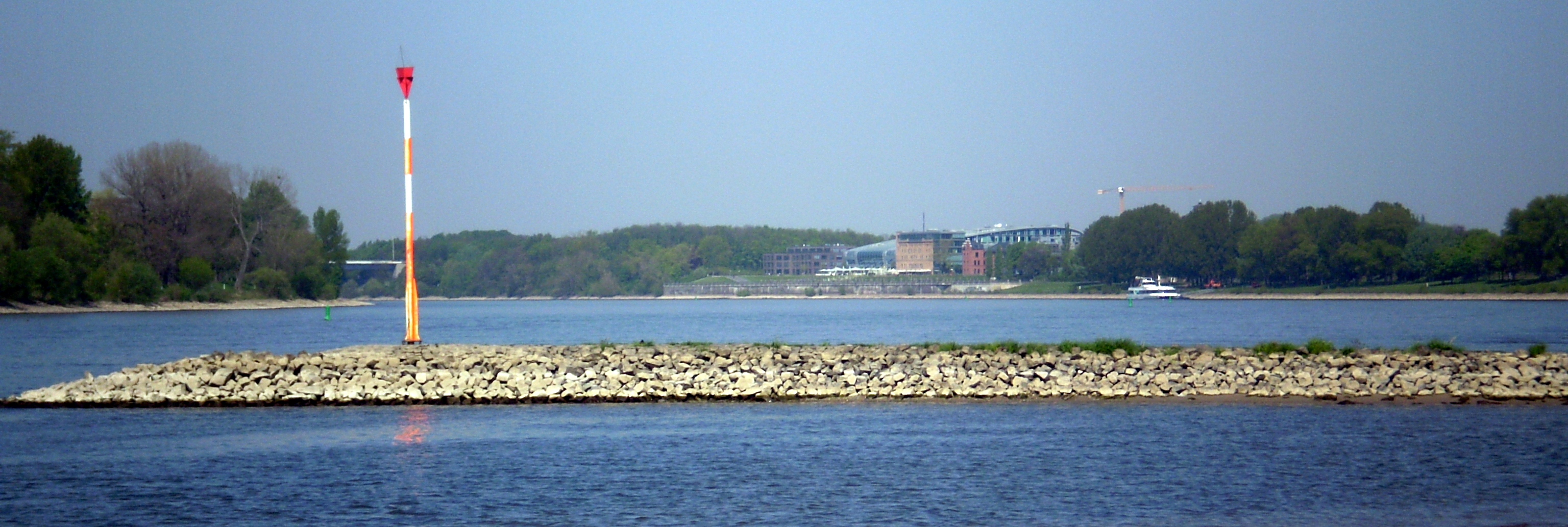
Bonner Bogen vom Rheinufer zwischen Oberkassel und Niederdollendorf

Gegenüber dem Wasserturm, entlang der Bahntrasse südlich der Heinrich-Konen-Straße, wurde im Frühjahr 2012 ein Parkhaus mit rund 520 Stellplätzen fertiggestellt. Zum Konrad-Zuse-Platz gewandt, unmittelbar vor dem Parkhaus und rückseitig mit diesem verbunden, wurde von 2012 bis Ende 2013 ein weiteres fünfstöckiges Bürogebäude von GPG-Architekten errichtet. Das Gebäude wurde zunächst „Haus der freien Berufe“ genannt und Ende 2013 der Adresse entsprechend in „Konrad-Zuse-Platz 5“ umbenannt. Im Erdgeschoss haben sich ein Restaurant sowie ein Küchenstudio angesiedelt. Im September 2014 wurde die Baugenehmigung für einen eigenen Schiffsanleger am Bonner Bogen erteilt. Zur Saisoneröffnung Anfang April 2015 wurde er in den Schifffahrtsbetrieb der Bonner Personenschifffahrtsgesellschaft aufgenommen, am 22. April erfolgte die offizielle Einweihung.

## Vollendung des Bonner Bogens

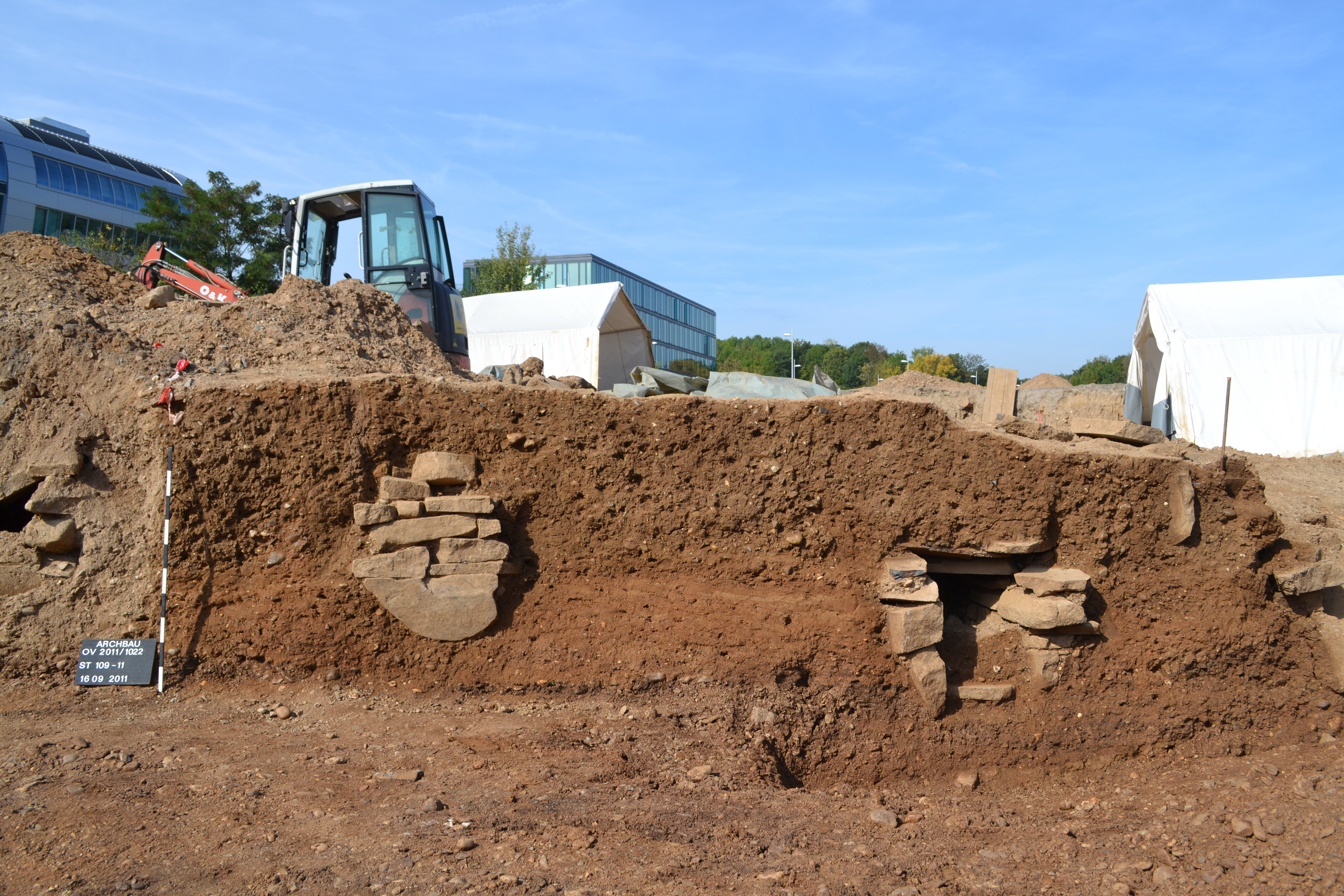
Baugrube "Rheinpalais", Freilegung von zwei Steinkammergräbern im Profil, Fa. Archbau, Essen, 2011

Weitere Expansionsmöglichkeiten auf dem Areal boten sich im Bereich zwischen Landgrabenweg und der Bahntrasse, in dem bis Anfang 2008 provisorische Bürobauten von T-Mobile standen. Für dieses Grundstück mit einer Fläche von 37.085 m², das die Landesentwicklungsgesellschaft (LEG) für die Stadt treuhänderisch betrieb, waren nach dem dort gültigen Bebauungsplan fünf- bis sechsgeschossige Büro- und Verwaltungsgebäude vorgesehen, reine Büronutzungen wurden jedoch u. a. vom Investor Jörg Haas in Frage gestellt.
Vom Kölner Projektentwickler Ewald Hohr wurden in drei Bauabschnitten insgesamt 22 Gebäude, darunter Bürogebäude für etwa 2000 Arbeitsplätze, Wohnungen, Läden und Restaurants unter dem Namen „Rhein-Palais“ geplant. Die Freiraumgestaltung wurde an das Büro RMP Stephan Lenzen vergeben. Mit seinen weißen „Lochfassaden“ konstruiert als „Holzbetonhybrid“ aus vorgefertigten Holztafelelementen orientiert sich der über das gesamten Baugrundstück homogene Komplex eher an der Architektur der Hochgarage mit dem „Haus der freien Berufe“ und des DLR-Blocks, die alle am Konrad-Zuse-Platz liegen, und weniger an der vielgestaltigen Bautypologie der Bauten von BonnVisio.

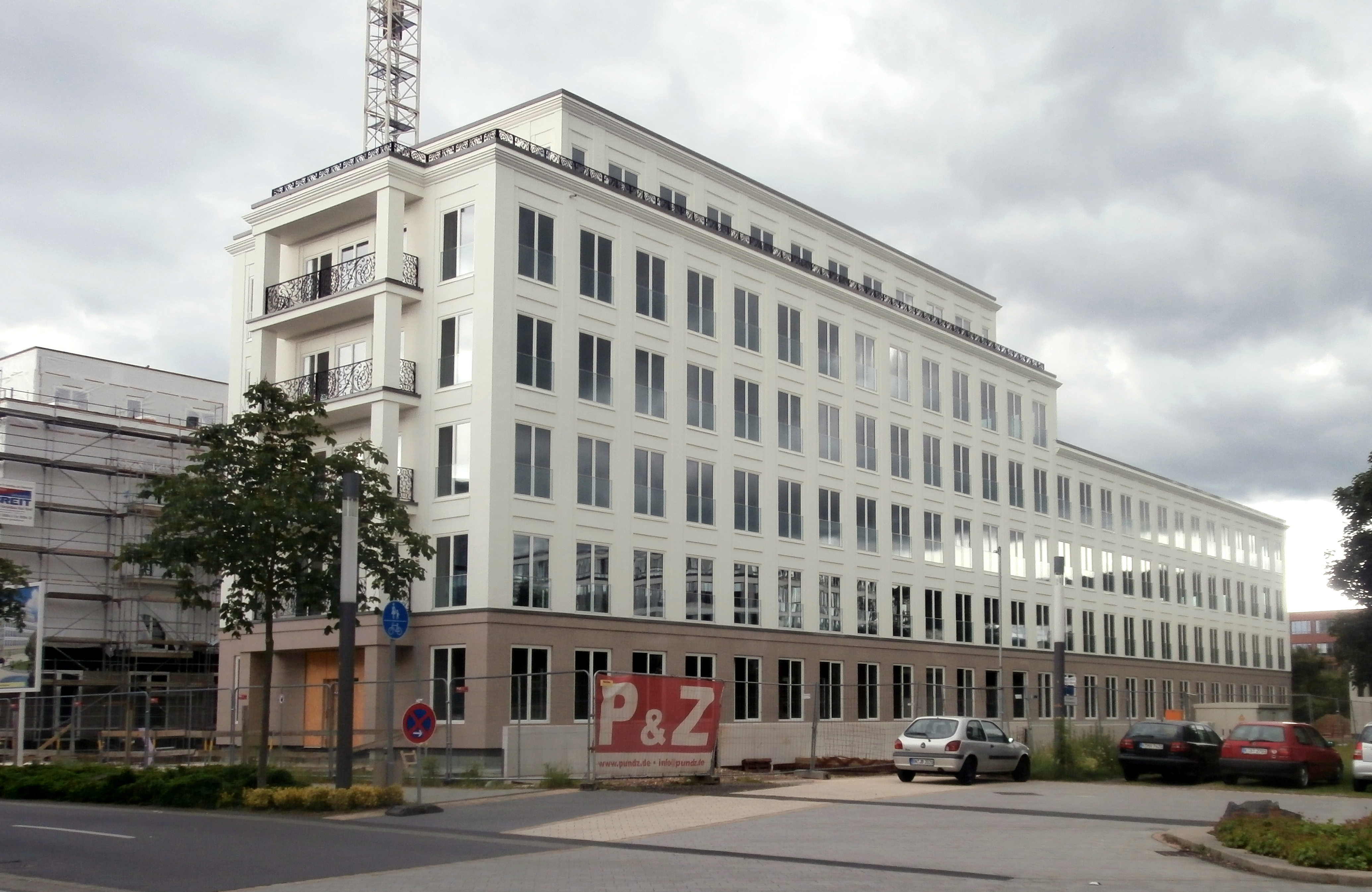
Fertiggestellter erster Bauabschnitt des Rhein-Palais Mai 2016

Beim Aushub der Baugrube für den ersten Bauabschnitt gegenüber dem Hotel Kameha wurden dann im Jahre 2012 „mehr als 500 fränkische Gräber aus der merowingischen Zeit durch die Archäologen der Grabungsfirma Archbau im Auftrag des Landschaftsverbandes Rheinland freigelegt und zahlreiche Fundstücke sichergestellt.“ Das Bauprojekt wurde 2015 begonnen und der erste Bauabschnitt am Konrad-Zuse-Platz im Jahr 2017 eingeweiht. Bauherr des Komplexes ist die „Quadriga Colonia 01 GmbH & Co. KG“ mit Kaspar Kraemer Architekten, Köln.
Seit 2015 war auch ein 100 m hohes Bürohochhaus mit Namen „Sunnyside Tower“ im Anschluss an das „Rhein-Palais“ geplant. Das Hochhaus für etwa 80 Millionen Euro wurde aber nach Dissens mit der Stadt nicht gebaut. Ein weiterer Grund für den „holprigen Auftakt“ (Zitat Ewald Hohr) des Bauvorhabens war der Wunsch der Stadt, in dem „Business-District“ mit phantasiereichen Benennungen von Hochbauten und Außenbereichen, Wohnraum zu schaffen, was der Investor wegen des Bahnlärms nicht für möglich erachtete.
Nach Auseinandersetzungen des Investors mit der Stadt über die Beseitigung von Altlasten für den zweiten und dritten Bauabschnitt sollte der gesamte Komplex bis 2020 fertiggestellt werden, bei voraussichtlichen Kosten von 200 Millionen Euro. Die Verzögerungen durch einen Rechtstreit zwischen Investor und der Stadt führten dazu, dass bis April 2020 nur der erste Bauabschnitt realisiert werden konnte. Auch zwei Jahre, nachdem „Richter Stefan Bellin im November 2019 die Komplexität des Falles dargelegt und die Stadt Bonn und den Investor des Rhein-Palais am Bonner Bogen, Ewald Hohr, aufgefordert hatte sich außergerichtlich zu einigen“, war die Baustelle im gleichen Zustand.
Nachdem der Kölner Investor Gesprächsbereitschaft gezeigt hatte und sich das Verfahren beim „Millionenpoker“ (zit. Holger Willcke) als sehr kompliziert erwies, schlug die Kammer des Landgerichts Anfang 2023 der Stadt Bonn und der NRW Urban GmbH (ein hundertprozentiges Beteiligungsunternehmen des Landes Nordrhein-Westfalen) als Beklagte und der Klägerin, der Firma Quadriga Colonia (Ewald Hohr), einen Vergleich vor. „Demnach sollen die Beklagten 5 113 484,44 Euro als Entschädigung für den Mehraufwand bei der Altlastenbeseitigung an das Bauunternehmen bezahlen.“